# Economía de América Latina
| >50,000 35,000–50,000 20,000–35,000 10,000–20,000 | 5,000–10,000 2,000–5,000 <2,000 Sin datos |

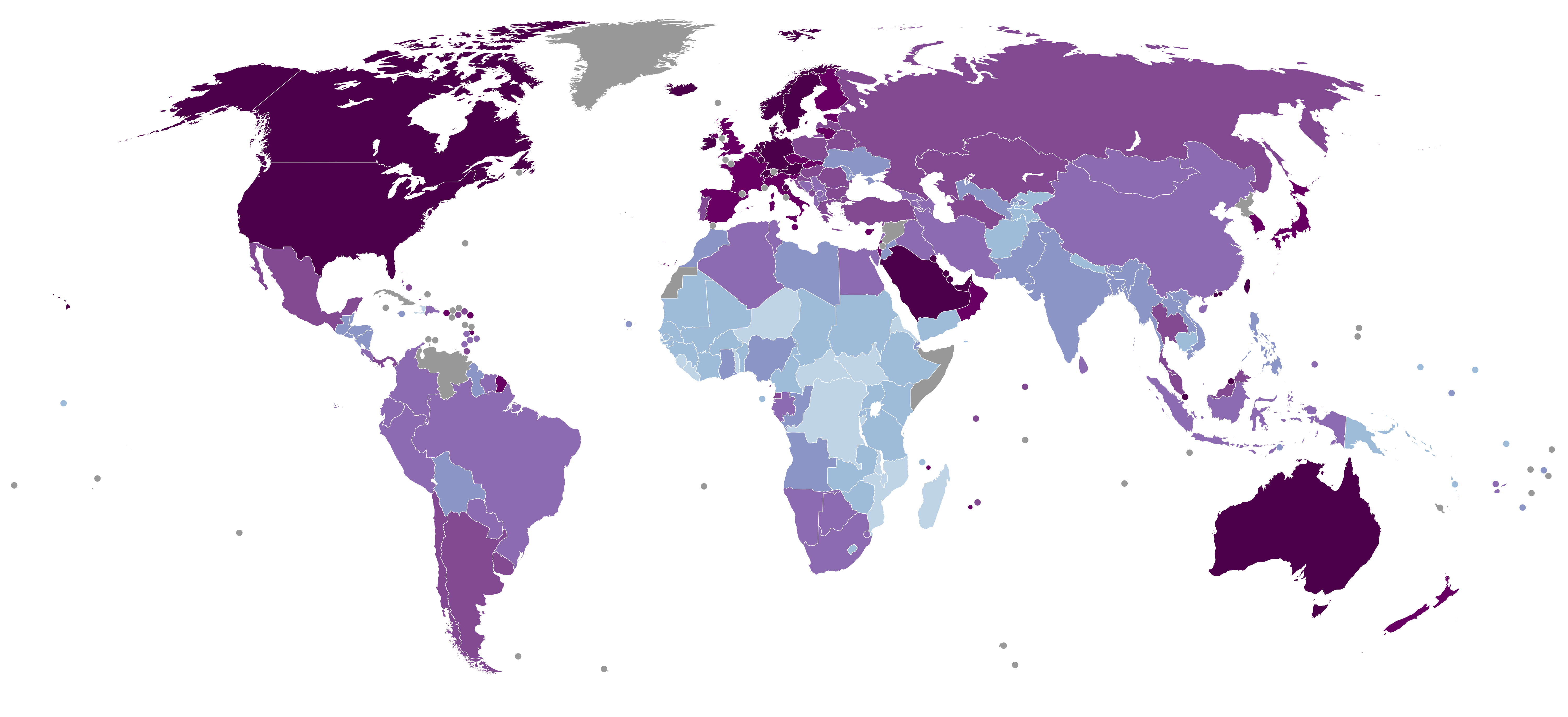
Países por PIB (PPA) per cápital (Int$) en 2007 según el FMI

América Latina

La situación de la economía de los países Iberoamericanos varía mucho de un país a otro, tanto en términos de PIB (en parte explicado por el tamaño de la población), socios comerciales (debido en parte a factores geográficos), inflación, pobreza/riqueza, productos exportados, etc.
Las economías de mayor tamaño en Iberoamérica, basándose en el PIB PPA (paridad de poder adquisitivo), están encabezadas por Brasil, con 3,30 billones de dólares, México, con 2,61 billones según las proyecciones del FMI en abril de 2021
Las economías más desarrolladas en términos de PIB per cápita PPA   según las PROYECCIONES del FMI en abril de 2021 son Panamá, con 30.390US$, y Chile, con 24.930US$. Además, los países con mejor índice de desarrollo humano (IDH) según el Programa de las Naciones Unidas para el Desarrollo en su último informe son también Chile (0,851), Argentina (0,845) y Uruguay (0,817).
El 1 de julio de 2013, el Banco Mundial catalogó las economías de Chile y Uruguay como economías de ingresos altos, siendo la primera vez en la historia de América Latina que países de la región comparten ese estatus (el Banco Mundial agrupa los países en base al PIB per cápita método Athlas de 2013).

## PIB Nominal por país
| Países de América Latina según el tamaño de su economía PIB (Producto interno bruto) en 2022 según PROYECCIONES del FMI en octubre del 2022 | Países de América Latina según el tamaño de su economía PIB (Producto interno bruto) en 2022 según PROYECCIONES del FMI en octubre del 2022 | Países de América Latina según el tamaño de su economía PIB (Producto interno bruto) en 2022 según PROYECCIONES del FMI en octubre del 2022 |
| N.º | País | PIB nominal (millones de dólares) |
| --- | --- | --- |
| 1.º | Brasil | USD 1 650 000 millones |
| 2.º | México | USD 1 000 000 millones |
| 3.º | Argentina | USD 425 690 millones |
| 4.º | Colombia | USD 380 790 millones |
| 5.º | Chile | USD 331 250 millones |
| 6.º | Perú | USD 225 780 millones |
| 7.º | Ecuador | USD 107.914 millones |
| 8.º | Guatemala | USD 90 310 millones |
| 9.º | República Dominicana | USD 89 500 millones |
| 10.º | Uruguay | USD 61 460 millones |
| 11.º | Panamá | USD 60 120 millones |
| 12.º | Costa Rica | USD 60 110 millones |
| 13.º | Venezuela | USD 44 890 millones |
| 14.º | Bolivia | USD 38 550 millones |
| 15.º | Paraguay | USD 36 970 millones |
| 16.º | El Salvador | USD 27 670 millones |
| 17.º | Honduras | USD 26 330 millones |
| 18.º | Haití | USD 20 140 millones |
| 19.º | Nicaragua | USD 13 400 millones |
| Fuente: Fondo Monetario Internacional FMI' (2021)                                                                                           | | |

## Diversidad económica
En la actualidad, se puede reconocer 3 tipos de sistemas económicos en Latinoamérica que, si bien pueden mantener contenidos generales y mantener espectros de simbiosis, tienen economías que siguen una línea predeterminada; en esto se reconocen los netamente capitalistas, economías abiertas, los cuales se basan en el modelo del libre mercado: países como Chile, México, Colombia, Perú y Panamá, que siguen los modelos económicos de Estados Unidos y Europa.[cita requerida] Por otro lado, existen los países que, si bien sostienen una estructura de apertura al mundo, son claramente proteccionistas, modelos más socialdemócratas o de economías mixtas en diferentes magnitudes: el caso de Argentina, Uruguay, Brasil, Ecuador, Bolivia, Paraguay y Costa Rica.[cita requerida] Finalmente, existen aquellos países que sostienen economías cerradas, o con muy poca relación de libre mercado, manteniendo relaciones económicas con países exclusivos de sus bloques, con clara tendencia al modelo económico marxista: el caso de Cuba y, en menor medida, Venezuela y Nicaragua que, a pesar de sostener modelos económicos semicerrados, mantienen relaciones comerciales con las potencias del capitalismo: Estados Unidos y Europa.

## Agricultura

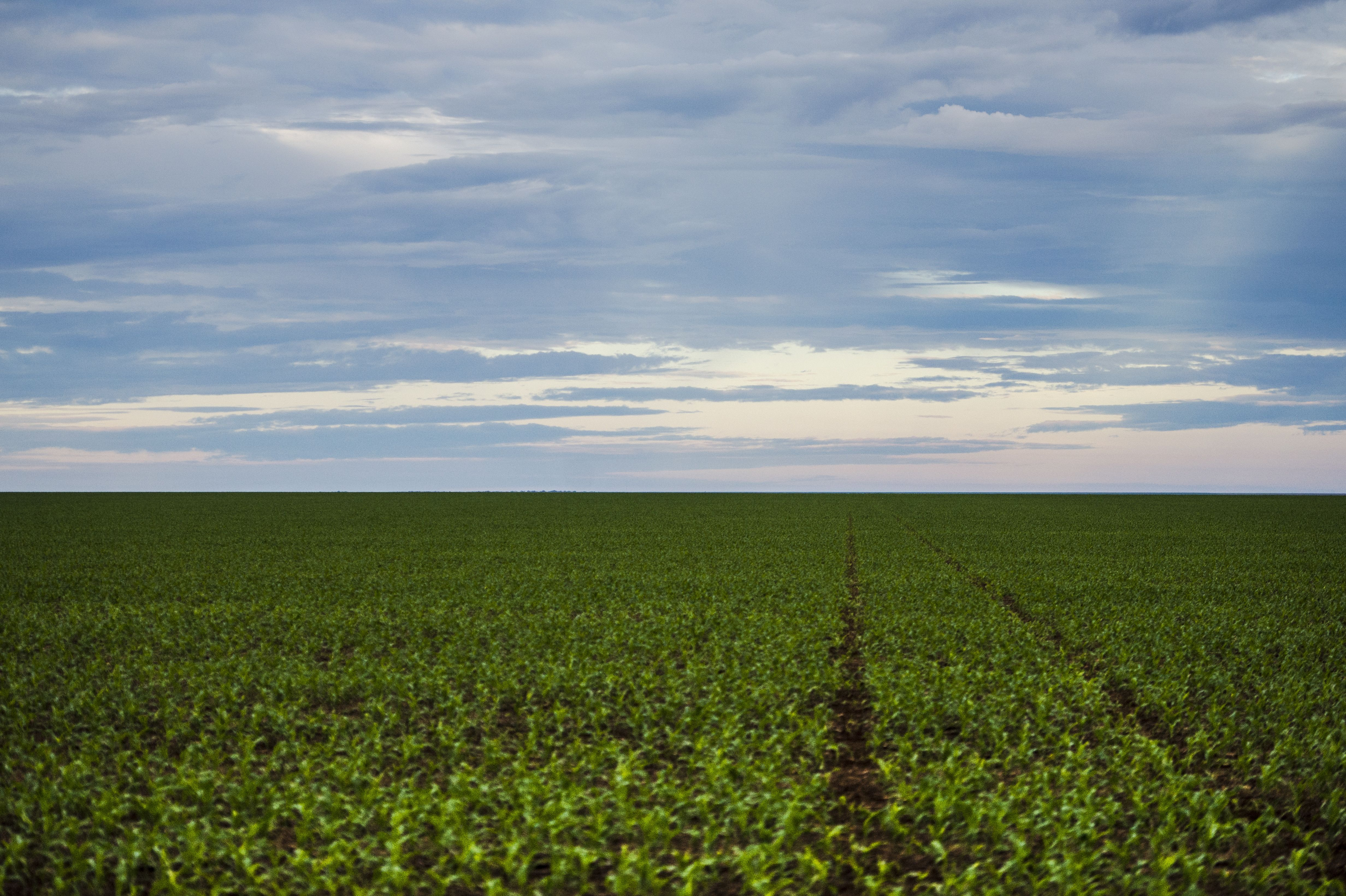
Plantación de soja en Mato Grosso. En 2020, Brasil fue el mayor productor mundial, con 130 millones de toneladas. América Latina produce la mitad de la soja del mundo.

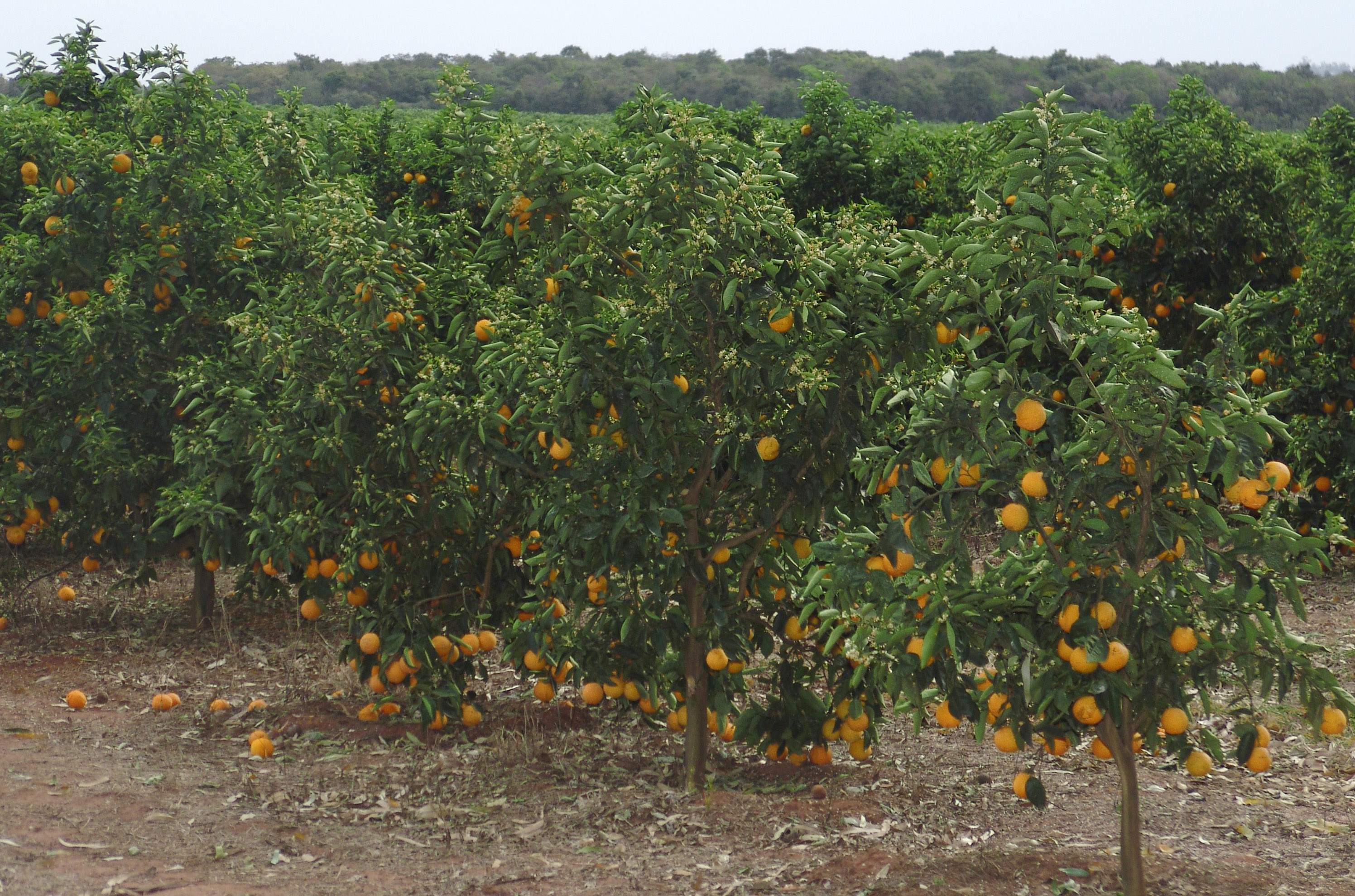
Naranja en Sao Paulo. En 2018, Brasil fue el mayor productor mundial, con 17 millones de toneladas. América Latina produce el 30% de la naranja del mundo.

Los cuatro países con mayor agricultura en América del Sur son Brasil, Argentina, Chile y Colombia. Actualmente:
- Brasil es el mayor productor mundial de caña de azúcar, soja, café, naranja, guarana, açaí y nueces de Brasil; es uno de los 5 mayores productores de maíz, papaya, tabaco, piña, plátano, algodón, frijol, coco, sandía y limón; y es uno de los 10 productores más grandes del mundo de cacao, anacardo, aguacate, caqui, mango, guayaba, arroz, sorgo y tomate;
- Argentina es uno de los 5 mayores productores del mundo de soja, maíz, semilla de girasol, limón y pera, uno de los 10 mayores productores mundiales de cebada, uva, alcachofa, tabaco y algodón y uno de los 15 mayores productores mundiales de trigo, caña de azúcar, sorgo y pomelo;
- Chile es uno de los 5 mayores productores mundiales de cereza y arándano azul, y uno de los 10 mayores productores mundiales de uva, manzana, kiwi, melocotón, ciruela y avellana, centrándose en la exportación de frutas de alto valor;
- Colombia es uno de los 5 mayores productores del mundo de café, aguacate y aceite de palma, y uno de los 10 mayores productores de mundo de caña de azúcar, plátano, piña y cacao;
- Perú es uno de los 5 mayores productores de palta, arándano azul, alcachofa y espárragos, uno de los 10 mayores productores mundiales de café y cacao, uno de los 15 mayores productores mundiales de patata y piña, y también tiene una producción considerable de uva , caña de azúcar, arroz, plátano, maíz y mandioca; su agricultura está considerablemente diversificada;
- La agricultura en Paraguay se está desarrollando actualmente, siendo actualmente el sexto mayor productor de soja en el mundo y entrando en la lista de los 20 mayores productores de maíz y caña de azúcar .[12]
- Ecuador es el mayor productor y exportador del mundo de banano, su producción abastece el mercado internacional con aproximadamente el 60% de esta fruta. Es el segundo mayor productor y exportador de cacao del mundo. Actualmente el notable incremento en la producción y exportación de mariscos específicamente el camarón, rubro que en el 2022 ocupó el segundo lugar en el PIB del Ecuador, solamente por debajo de los ingresos por petróleo.

En Centroamérica, se destacan los siguientes:
- Guatemala, uno de los 10 mayores productores en el mundo de café, caña de azúcar, melón y caucho natural, y uno de los 15 mayores productores de banano y aceite de palma del mundo;
- Honduras, que es uno de los 5 mayores productores de café del mundo y uno de los 10 mayores productores de aceite de palma;
- Costa Rica, que es el mayor productor mundial de piña;
- República Dominicana, que es uno de los 5 principales productores mundiales de papaya y aguacate y uno de los 10 mayores productores de cacao.

México es el mayor productor mundial de aguacate, uno de los cinco principales productores mundiales de pimiento, limón, naranja, mango, papaya, fresa, pomelo, calabaza y espárragos, y uno de los 10 productores más grandes del mundo de caña de azúcar, maíz, sorgo, frijol, tomate, coco, piña, melón y arándano azul.

## Ganadería

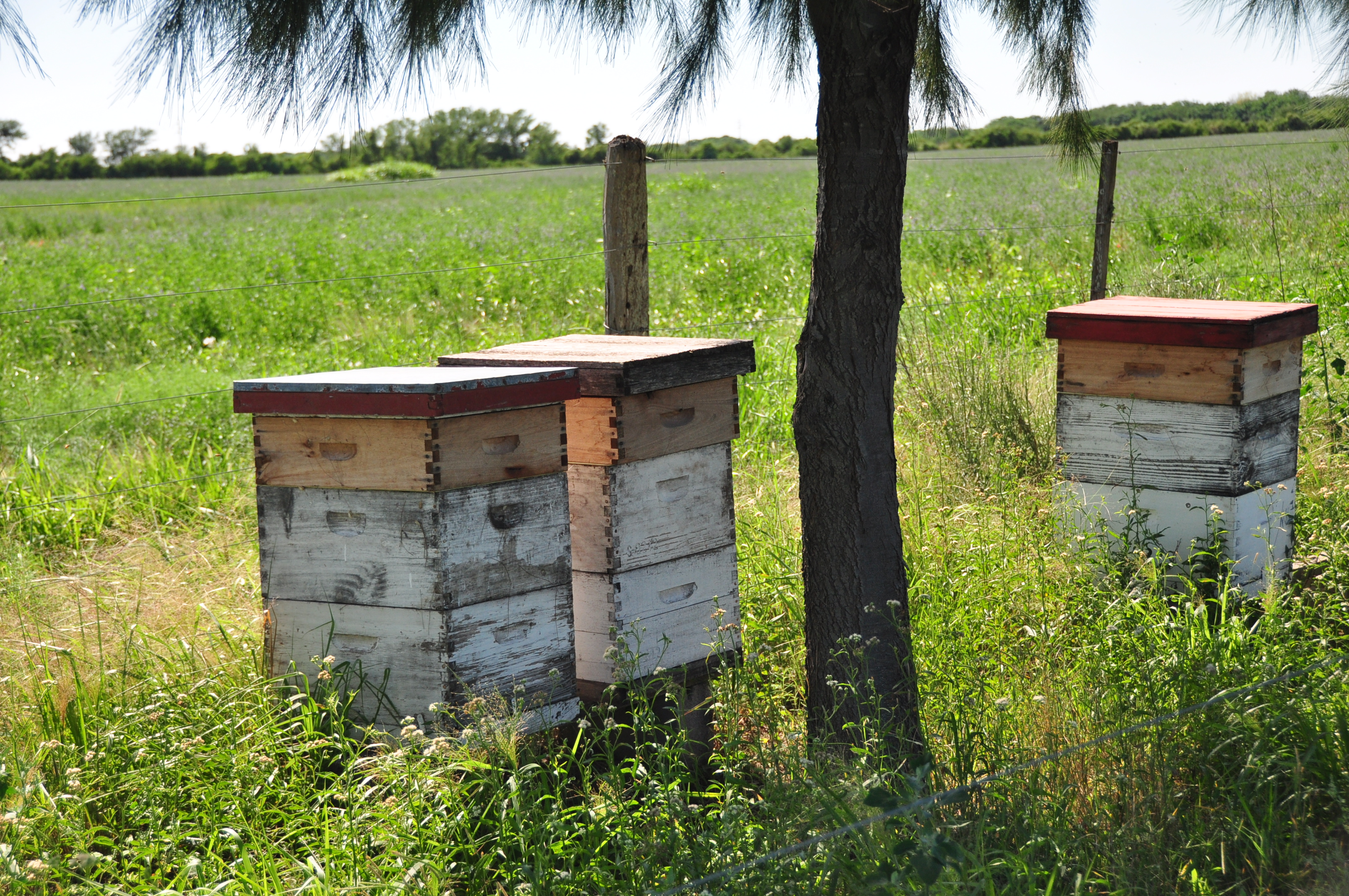
Producción de miel en Argentina. El país es el tercer mayor productor de miel del mundo.

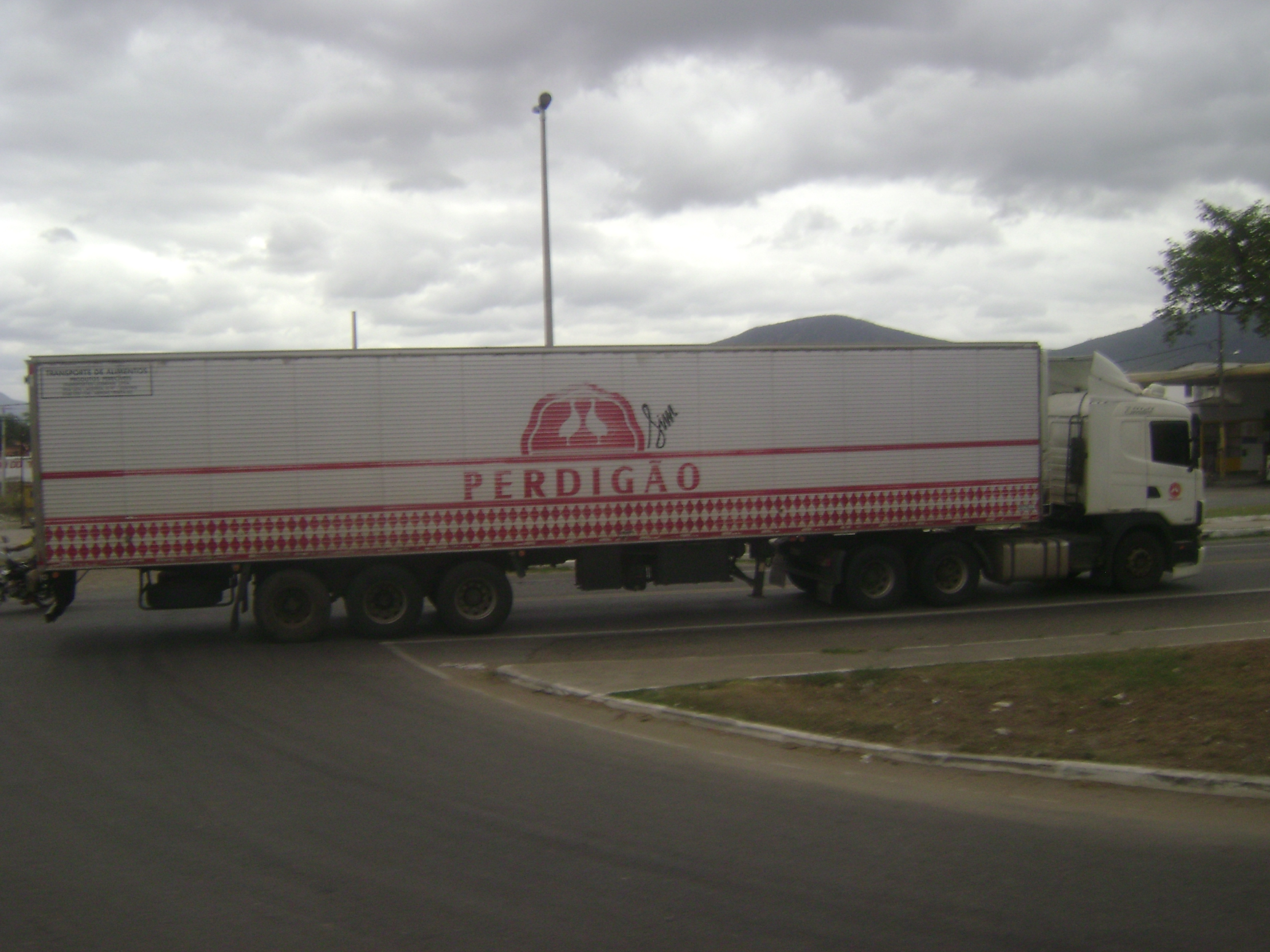
Camión de una empresa cárnica en Brasil. América Latina produce el 25% de la carne de res y pollo del mundo.

Brasil es el mayor exportador mundial de carne de pollo: 3,77 millones de toneladas en 2019. El país es el poseedor del segundo rebaño de ganado más grande del mundo, el 22,2% del rebaño mundial. El país fue el segundo mayor productor de carne de res en 2019, responsable del 15,4% de la producción mundial. También fue el tercer mayor productor de leche del mundo en 2018. Este año, el país produjo 35,1 mil millones de litros. En 2019, Brasil fue el 4.º productor de carne de cerdo del mundo, con casi 4 millones de toneladas.
En 2018, Argentina fue el cuarto productor mundial de carne de vacuno, con una producción de 3 millones de toneladas (solo por detrás de Estados Unidos, Brasil y China). Uruguay también es un importante productor de carne. En 2018, produjo 589 mil toneladas de carne vacuna.
En la producción de carne de pollo, México se encuentra entre los 10 mayores productores del mundo, Argentina entre los 15 más grandes y Perú y Colombia entre los 20 más grandes. En la producción de carne de res, México es uno de los 10 mayores productores del mundo y Colombia es uno de los 20 mayores productores. En la producción de carne de cerdo, México se encuentra entre los 15 mayores productores del mundo. En la producción de miel, Argentina se encuentra entre los 5 mayores productores del mundo, México entre los 10 más grandes y Brasil entre los 15 más grandes. En términos de producción de leche de vaca, México se encuentra entre los 15 mayores productores del mundo y Argentina entre los 20.

## Minería

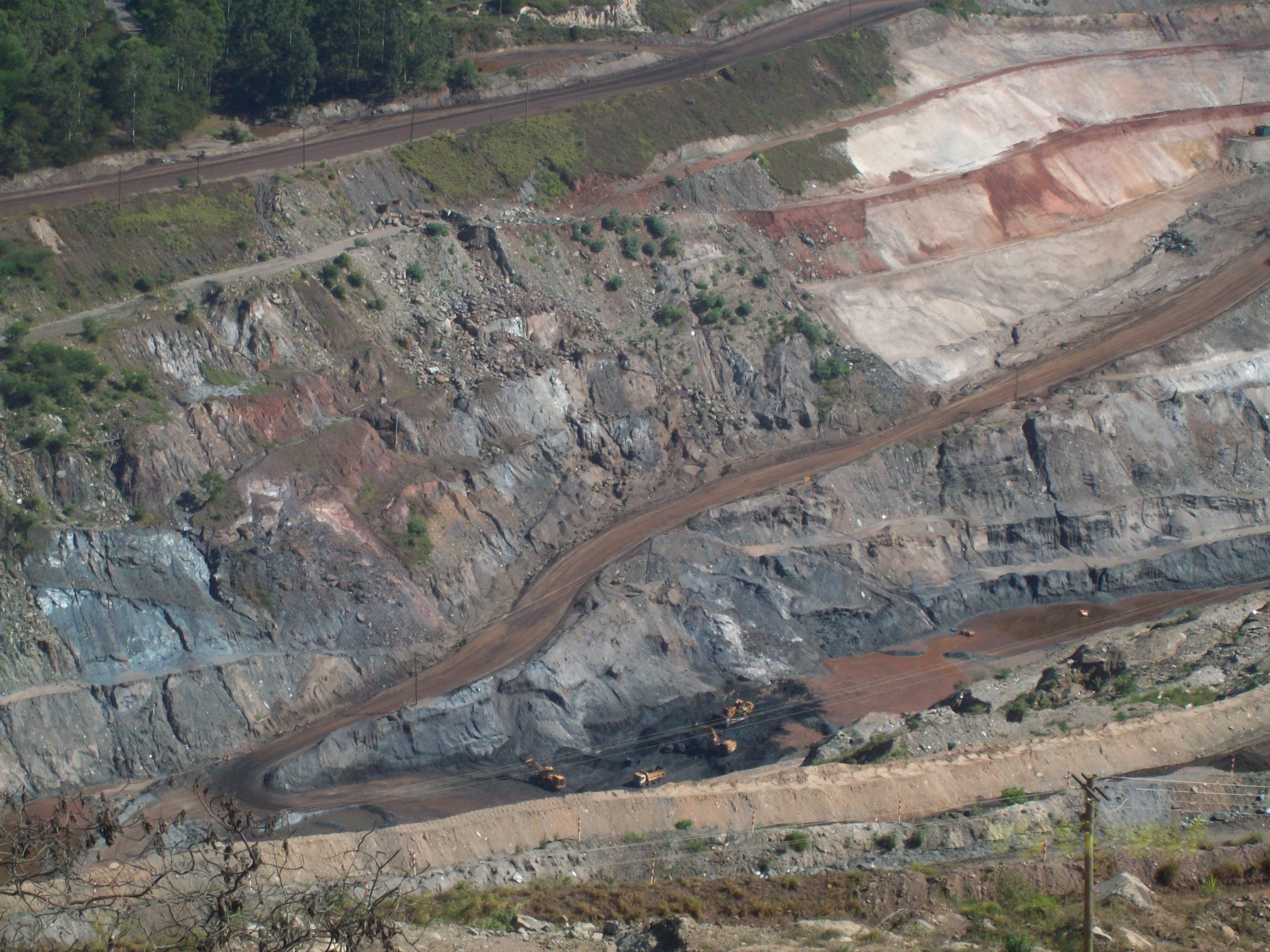
Mina de hierro en Minas Gerais. Brasil es el segundo exportador de mineral de hierro del mundo.

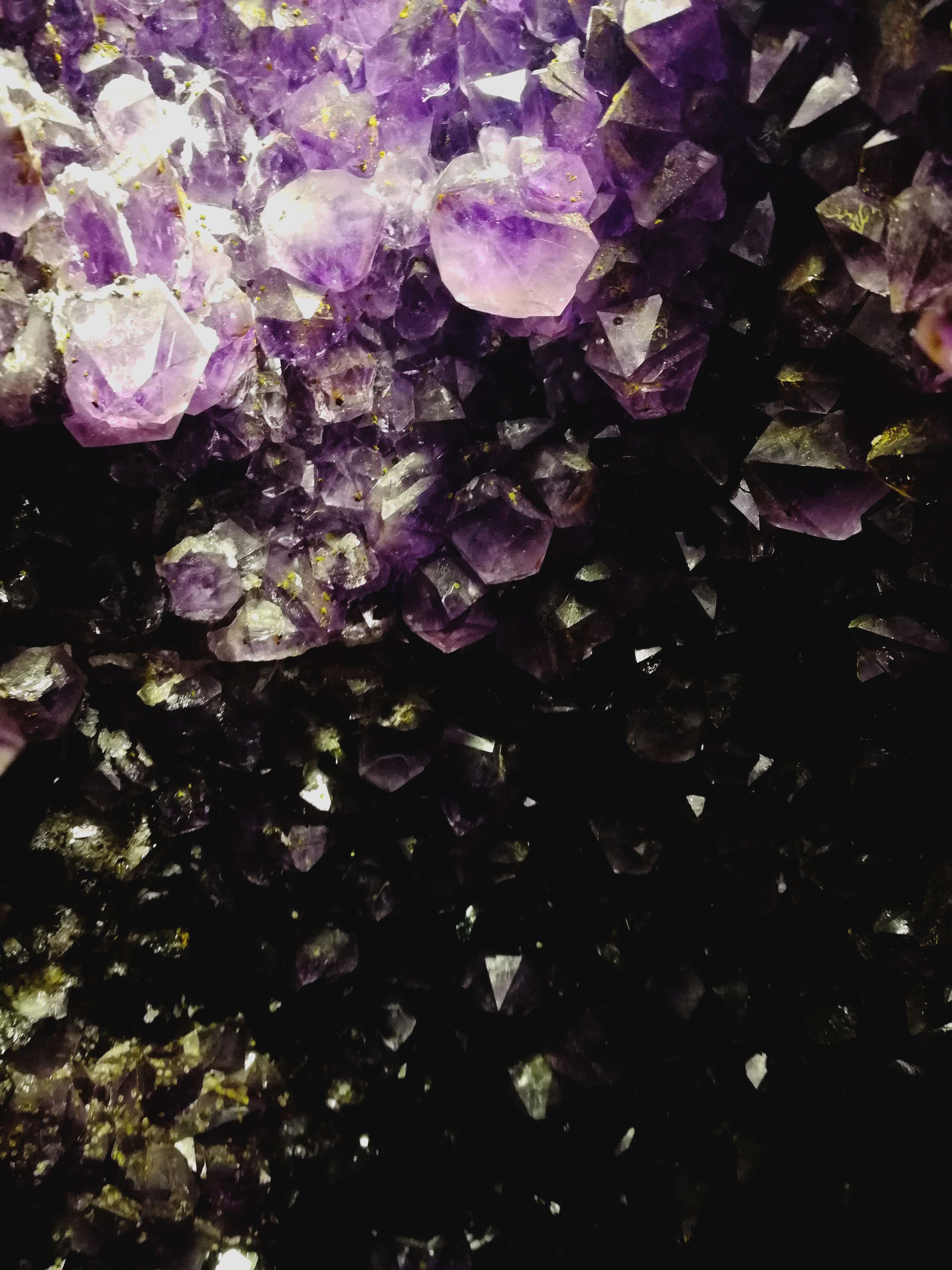
Mina de amatista en Ametista do Sul. América Latina es un importante productor de gemas como amatista, topacio, esmeralda, aguamarina y turmalina.

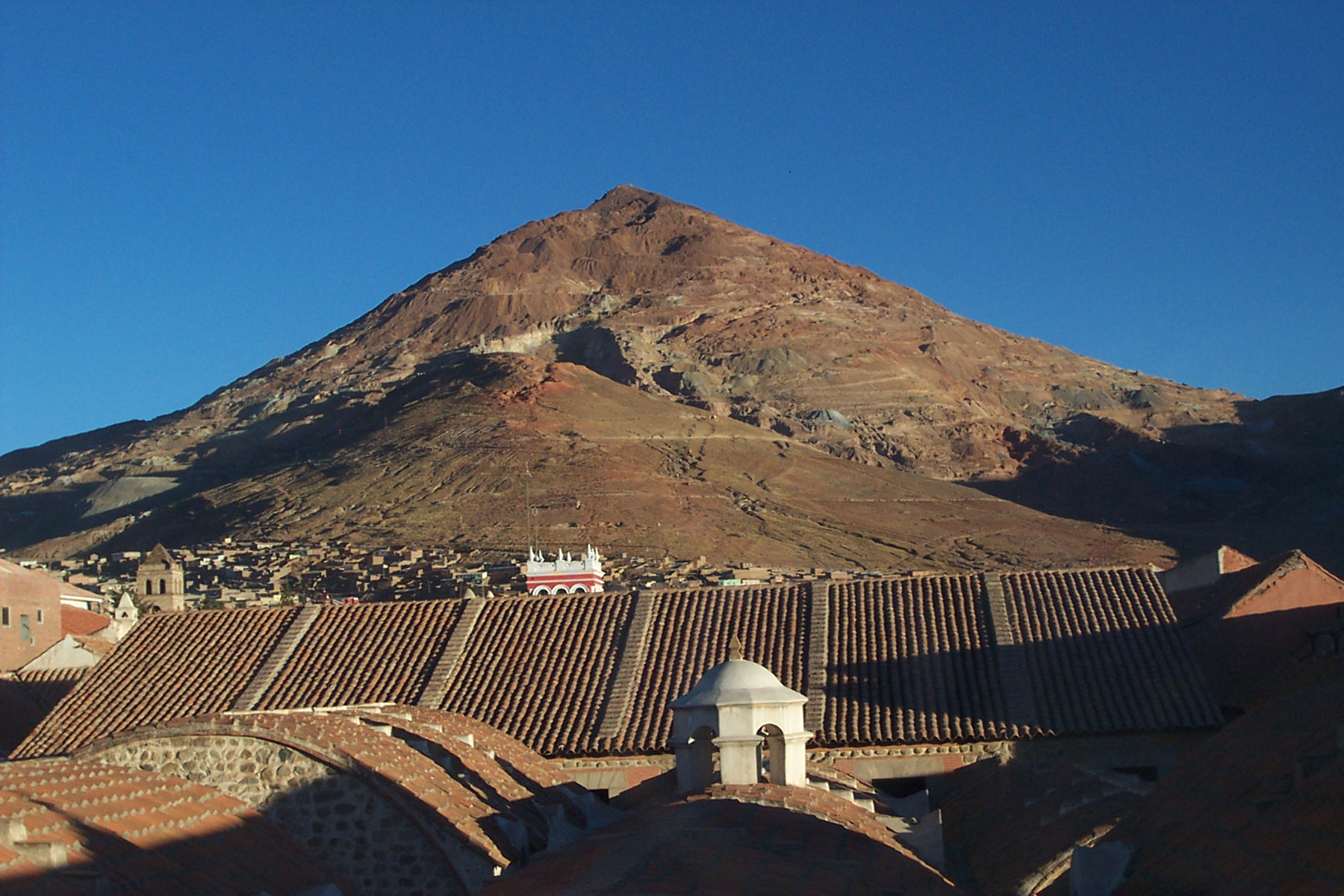
Mina de plata en Bolivia

Chile aporta alrededor de un tercio de la producción mundial de cobre. En 2018, Perú fue el segundo productor mundial de plata y cobre y el sexto productor de oro (los 3 metales que generan más valor), además de 'ser el tercer productor mundial de zinc y estaño y el cuarto de plomo. Brasil es el segundo exportador mundial de mineral de hierro, tiene el 98% de las reservas conocidas de niobio en el mundo y es uno de los 5 mayores productores mundiales de bauxita, manganeso y estaño. Bolivia es el quinto productor de estaño, el séptimo productor de plata y el octavo productor de zinc en el mundo.
México es el mayor productor de plata en el mundo, representa casi el 23% de la producción mundial, produciendo más de 200 millones de onzas en 2019. También tiene importantes minas de cobre y zinc y produce una cantidad significativa de oro.
En cuanto a las piedras preciosas, Brasil es el mayor productor mundial de amatista, topacio, ágata y uno de los principales productores de turmalina, esmeralda, aguamarina, granate y ópalo. También hay producción de amatista en Uruguay y Bolivia. En la producción de esmeralda, Colombia es el mayor productor mundial. Guyana es un productor considerable de diamante.

## Petróleo y gas
En la producción de petróleo, Brasil fue el décimo productor de petróleo más grande del mundo en 2019, con 2.8 millones de barriles / día. México fue el duodécimo más grande, con 2.1 millones de barriles / día, Venezuela fue el vigésimo primer lugar, con 877 mil barriles / día, Colombia en el puesto 22 con 886 mil barriles / día, Ecuador en el 28 con 531 mil barriles / día y Argentina. 29 con 507 mil barriles / día. Como Venezuela y Ecuador consumen poco petróleo y exportan la mayor parte de su producción, forman parte de OPEP. Venezuela tuvo una gran caída en la producción después de 2015 (donde produjo 2,5 millones de barriles / día), cayendo en 2016 a 2,2 millones, en 2017 a 2 millones, en 2018 a 1,4 millones y en 2019 a 877 mil, por falta de inversiones.
En la producción de gas natural, en 2018, Argentina produjo 1524 bcf (miles de millones de pies cúbicos), México produjo 999, Venezuela 946, Brasil 877, Bolivia 617, Perú 451, Colombia 379.

## Turismo

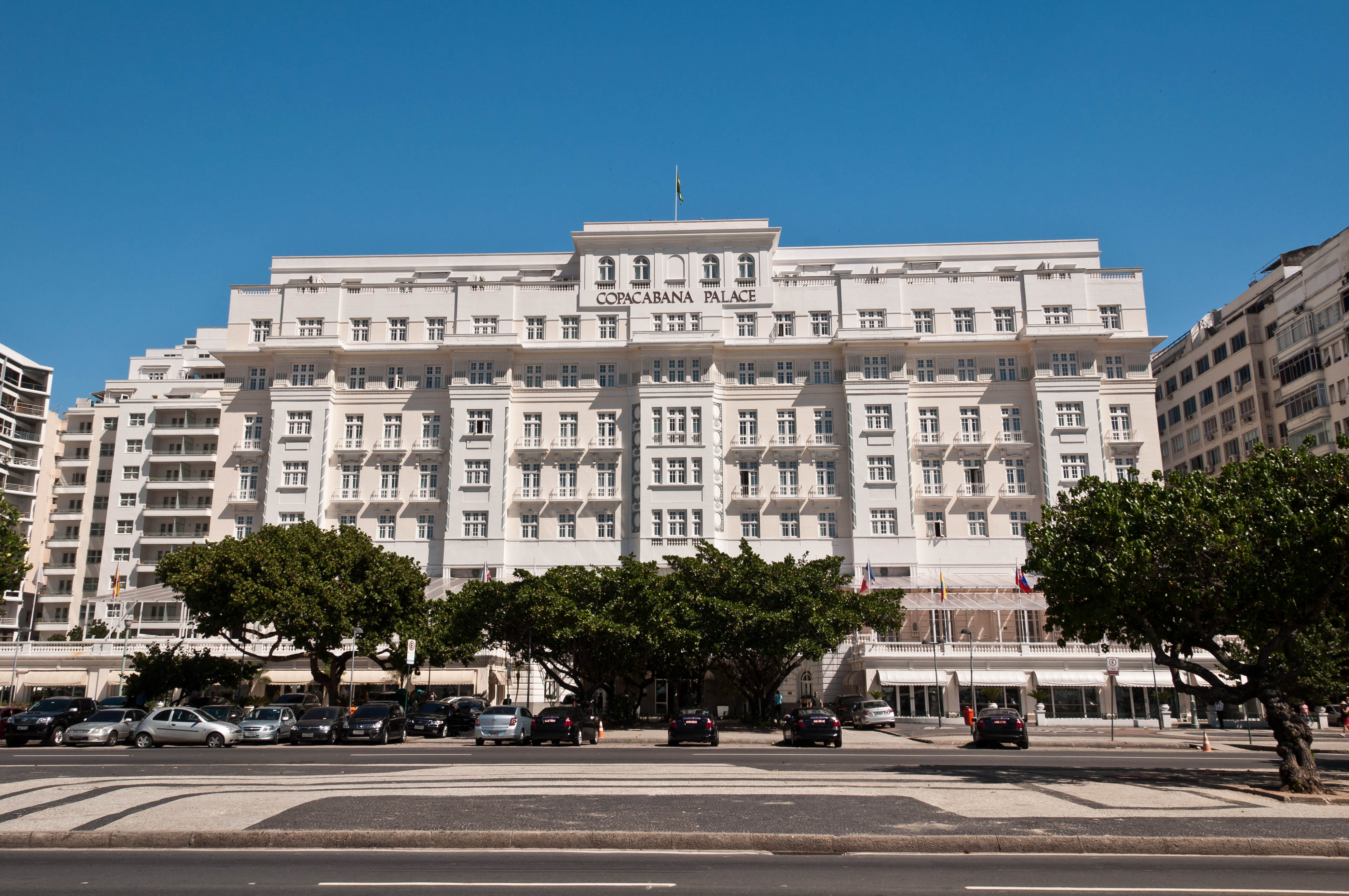
Copacabana Palace, el mejor hotel de América del Sur, en Río de Janeiro

En la lista de destinos turísticos mundiales, en 2018, México fue el séptimo país más visitado del mundo, con 41.4 millones de turistas internacionales (e ingresos de U $ 22.5 mil millones), una buena parte de los cuales por frontera con los Estados Unidos. Argentina fue el 47.º país más visitado, con 6,9 millones de turistas (e ingresos de U $ 5.5 mil millones); Brasil fue el 48.º más visitado con 6,6 millones de turistas (e ingresos de U $ 5.9 mil millones); República Dominicana en el puesto 49 con 6.5 millones de turistas (e ingresos de U $ 7.5 mil millones); Chile en el puesto 53 con 5,7 millones de turistas (e ingresos de U $ 2.9 mil millones); Colombia en el puesto 60 con 4,4 millones de turistas (e ingresos de U $ 3.9 mil millones); Perú 65.º con 3,8 millones de turistas (e ingresos de U $ 5.5 mil millones); Uruguay 69.º con 3,4 millones de turistas (e ingresos de U $ 2.3 mil millones); Costa Rica 74.º con 3 millones de turistas (e ingresos de U $ 3.9 mil millones). Tenga en cuenta que la cantidad de turistas no siempre refleja la cantidad monetaria que obtiene el país del turismo. Algunos países realizan turismo de nivel superior, obteniendo más beneficios. El turismo en América del Sur aún está poco evolucionado: en Europa, por ejemplo, los países obtienen valores turísticos anuales como U $ 73,7 mil millones (España), recibiendo 82,7 millones de turistas, o U $ 67,3 mil millones (Francia) recibiendo 89,4 millones de turistas. Mientras que Europa recibió 710 millones de turistas en 2018, Asia 347 millones y América del Norte 142,2 millones, América del Sur recibió solo 37 millones, Centroamérica 10,8 millones y el Caribe 25,7 millones.

## Principales industrias

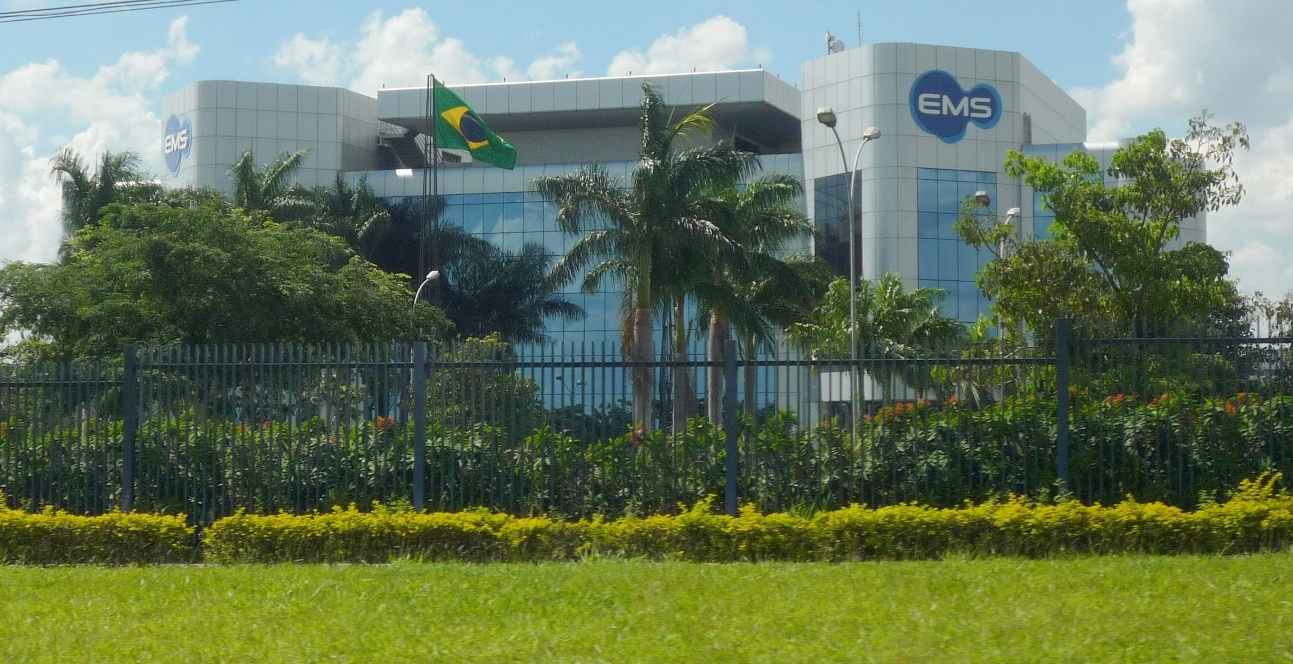
EMS, la mayor industria farmacéutica brasileña

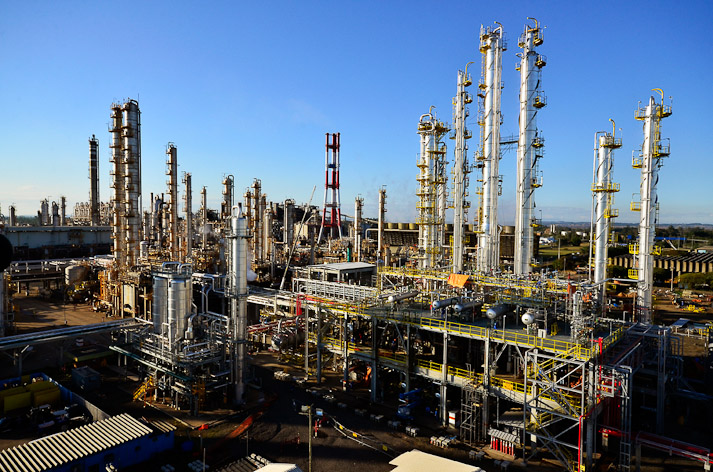
Braskem, la mayor industria química brasileña

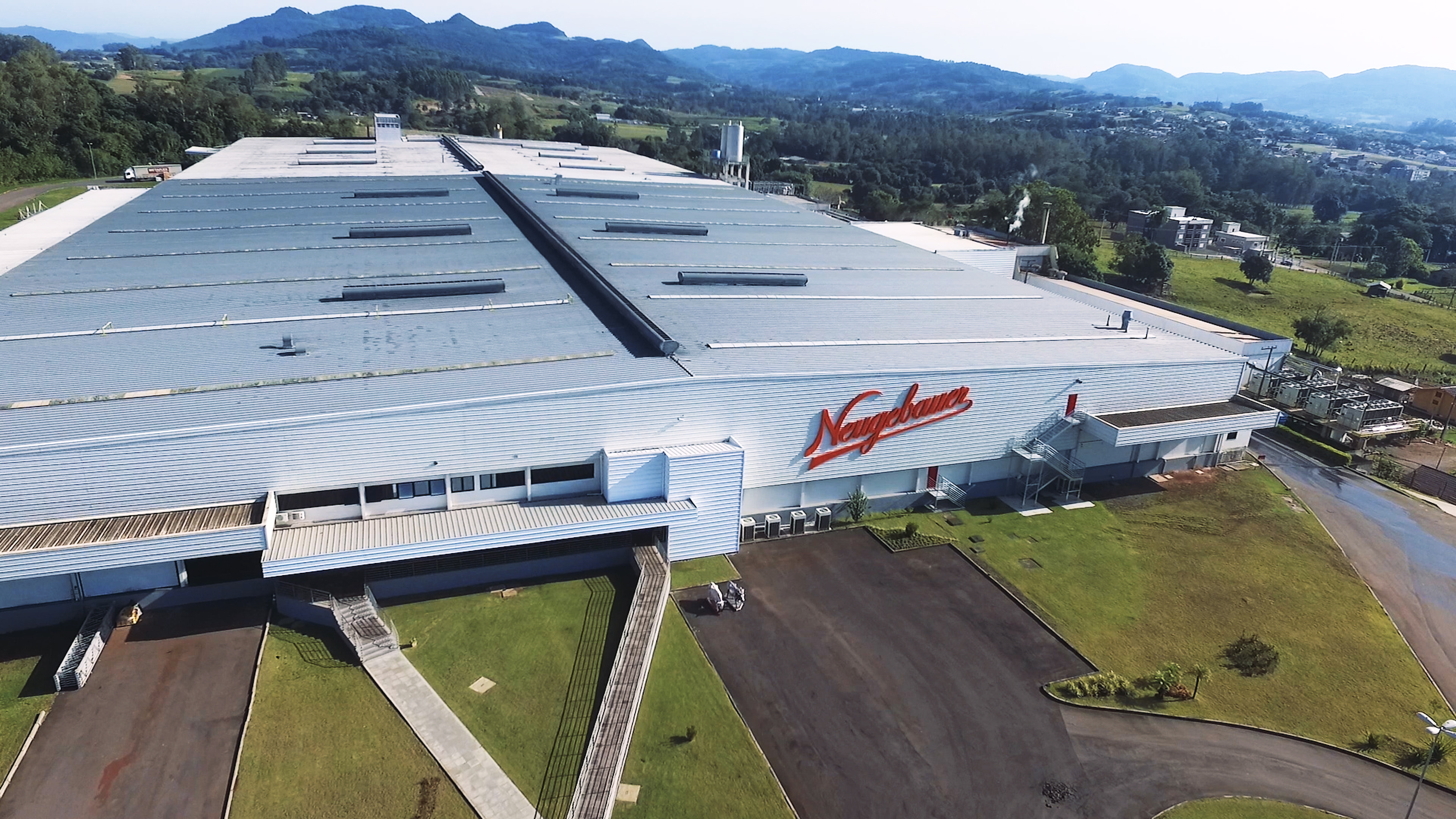
Fábrica de chocolate Neugebauer en Arroio do Meio. América Latina se especializa en el procesamiento de alimentos

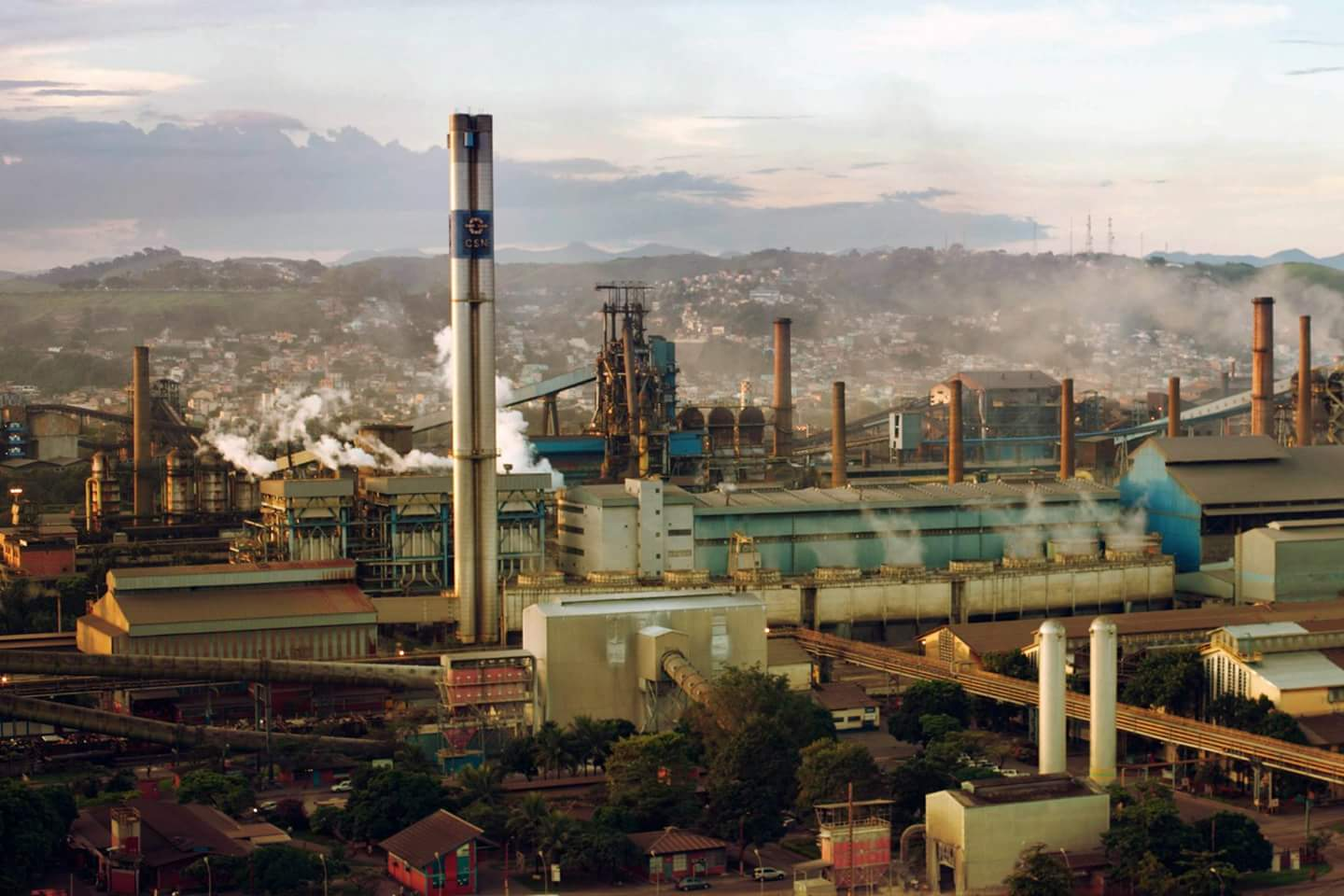
Siderúrgica CSN, en Volta Redonda. Brasil es uno de los 10 mayores productores de acero del mundo; México es uno de los 15 más grandes y Argentina, uno de los 30 más grandes

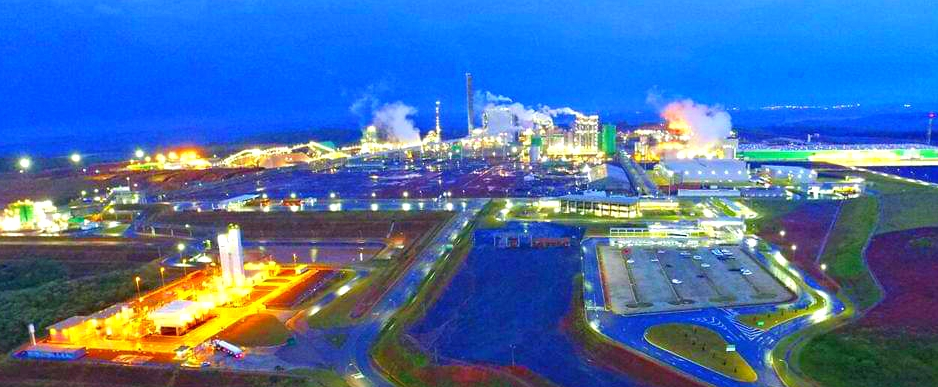
Complejo industrial Klabin, en Ortigueira. Brasil es el segundo productor de celulosa y el octavo productor de papel del mundo

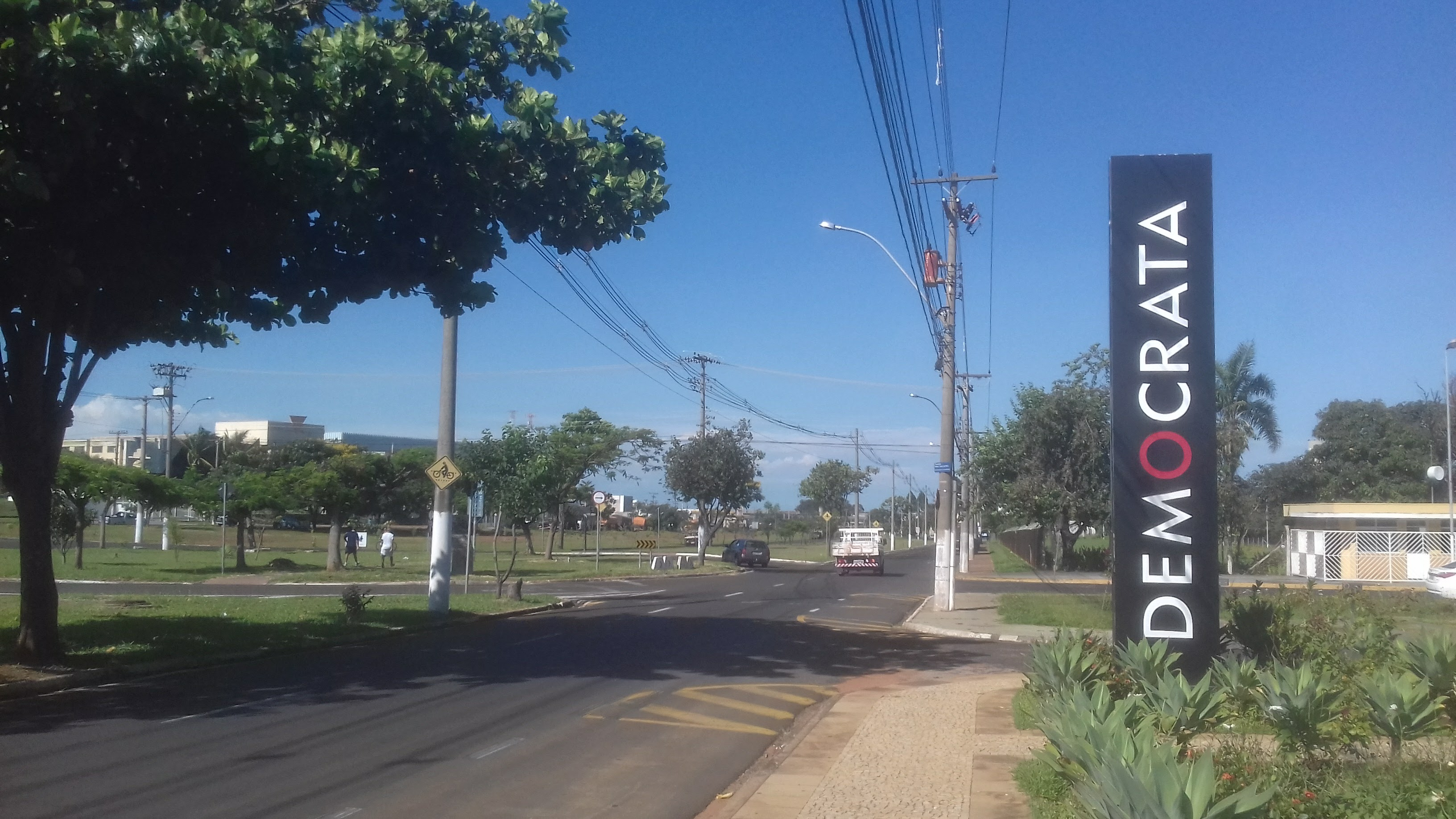
Pórtico de la fábrica de calzado para hombres Democrata, en Franca. Brasil es el cuarto productor de calzado más grande del mundo

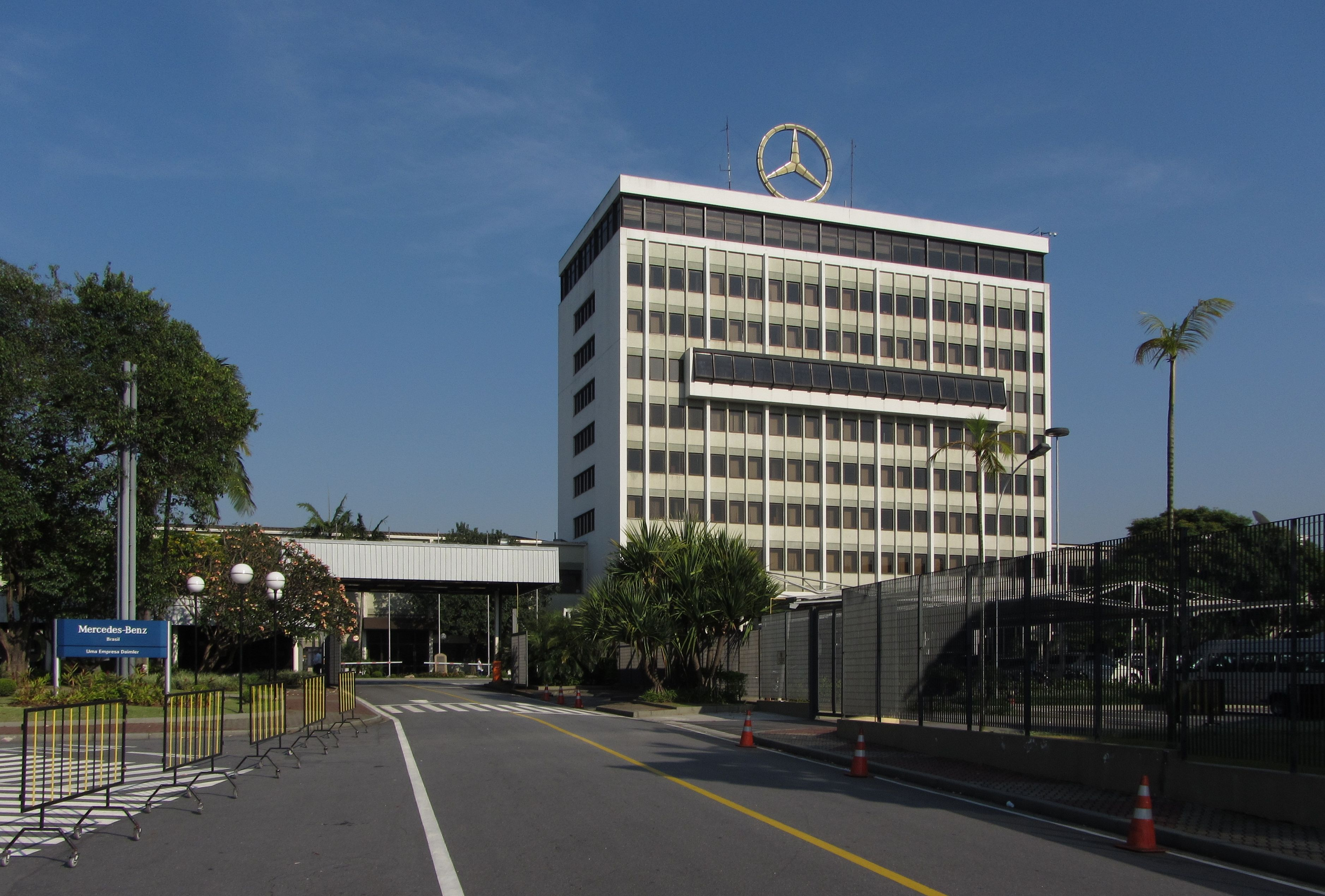
Fábrica de Mercedes-Benz en São Paulo. México es el séptimo productor de automóviles del mundo, Brasil el décimo y Argentina es uno de los treinta mayores

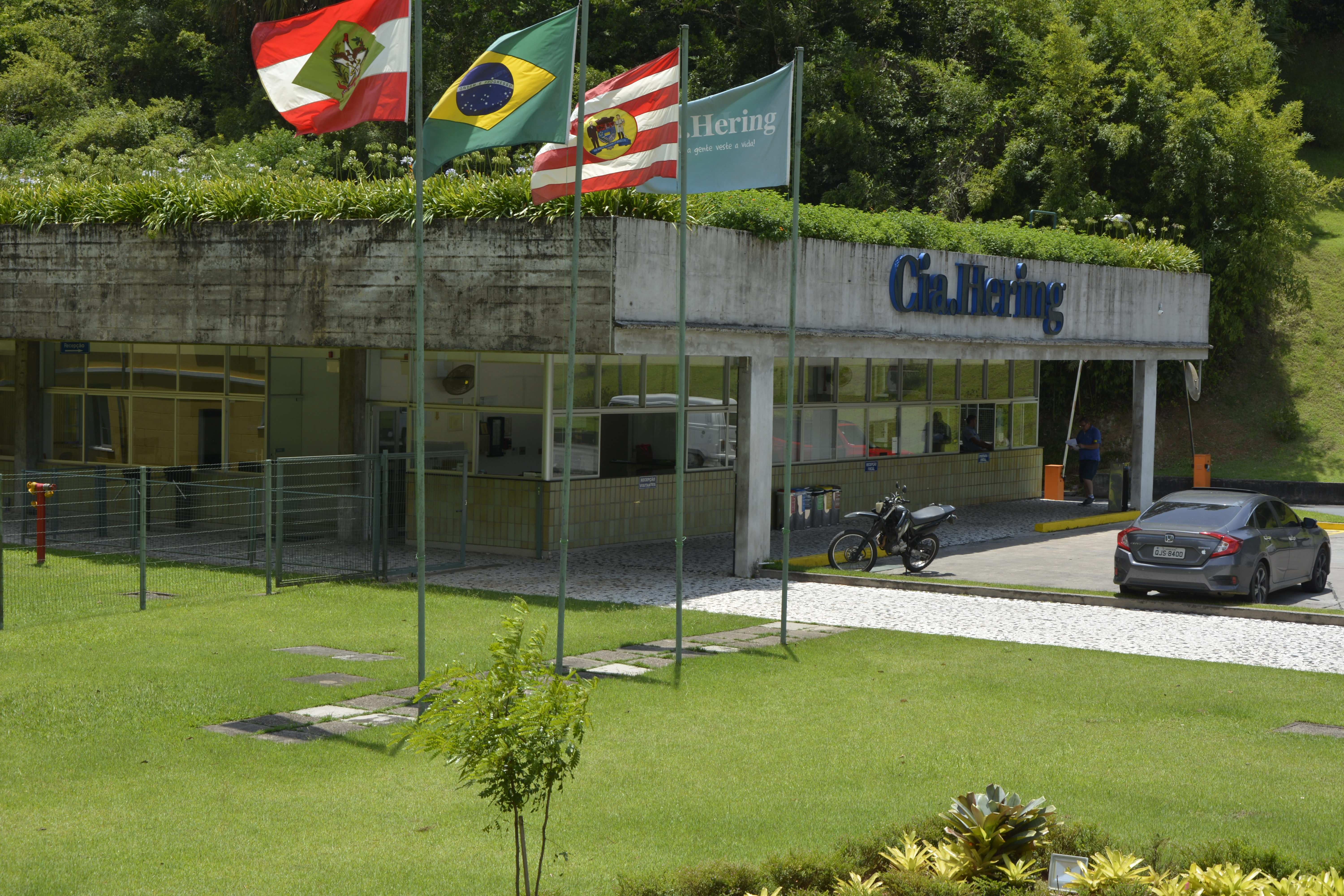
Hering, en Santa Catarina, Brasil. El país tiene una de las 5 industrias textiles más grandes del mundo.

El Banco Mundial hace anualmente una lista de los principales países fabricantes por el valor total de la fabricación. Según la lista de 2019, México tendría la duodécima industria más valiosa del mundo (U $ 217.8 mil millones), Brasil tiene la decimotercera más grande (U $ 173.6 mil millones), Venezuela la trigésima más grande (U $ 58.200 millones, sin embargo, que dependen del petróleo para obtener este valor), Argentina el 31 más grande (U $ 57,7 mil millones), Colombia el 46 más grande (U $ 35,4 mil millones), Perú el 50 más grande (U $ 28,7 mil millones) y Chile el 51 más grande (U $ 28,3 mil millones).
En América Latina, pocos países logran proyección en la actividad industrial: México, Brasil, Argentina y, menos prominentemente, Chile. Iniciada tardíamente, la industrialización de estos países recibió un gran impulso de la Segunda Guerra Mundial: esto impidió que los países en guerra compraran los productos que estaban acostumbrados a importar y exportar lo que producían. En ese momento, beneficiándose de la abundante materia prima local, los bajos salarios pagados a la mano de obra y una cierta especialización que traen los inmigrantes, países como México,  Brasil y Argentina, además de Venezuela, Chile, Colombia y Perú, pudieron implementar importantes parques industriales. En general, en estos países existen industrias que requieren poco capital y tecnología simple para su instalación, como las industrias de procesamiento de productos alimenticios y textiles. Destacan también las industrias básicas (acero, etc.), además de las industrias metalúrgica y mecánica.
Los parques industriales de México,  Brasil, Argentina y Chile, sin embargo, presentan una diversidad y sofisticación mucho mayor, produciendo artículos de tecnología avanzada. En el resto de países latinoamericanos, principalmente en Centroamérica, predominan las industrias procesadoras de productos primarios para la exportación.
Las características generales de la composición industrial y productiva de las economías exportadoras de Latinoamérica son la extracción de recursos naturales, mayoritariamente las industrias mineras y petrolíferas, manufactura y agrícola.
Los países en donde la industria agrícola es el principal sector económico, son Brasil (20 %) siendo el mayor productor mundial de naranja, café y caña de azúcar, Argentina (27 %) y Paraguay (55 %) mientras que en Uruguay es el ganadero con un 19 % seguido del agrícola con 16 %. El único país latinoamericano en donde el sector manufacturero es la principal industria es México con un 37 % seguido del petróleo, con respecto a la industria petrolífera esta es la principal en Venezuela con 63 % de sus exportaciones , Ecuador (46 %), Colombia (40 %) y Bolivia con sus exportaciones de gas de petróleo con un 37 %. Los países en donde la industria minera es la principal son Chile (51 %) siendo el mayor productor mundial de Cobre, litio y Yodo, y Perú (58 %) siendo el segundo mayor productor mundial de plata, seguido de México. En el caso de Panamá y Costa Rica estos basan sus economías netamente en el área servicios.
Según el Banco Mundial la economía de Latinoamérica a precios de mercado (Paridad de poder adquisitivo), es la tercera más grande y potente a nivel mundial con 6,06 billones de dólares. Está basada mayoritariamente en una economía secundaria y/o terciaria. En los últimos años se han producido grandes avances a nivel político, económico y social, produciendo un desarrollo acelerado en prácticamente todos sus países.
La crisis económica de Estados Unidos y Europa golpeó a Latinoamérica a finales de 2008, pues hubo una disminución del comercio mundial y una disminución de los flujos de capital. La región se contrajo 1,9 % en 2009, y registró un alza de 4,9 % en 2010, siendo una de las regiones de mayor crecimiento en el mundo.
Las economías latinoamericanas de mayor crecimiento estimado para el año 2014 será Panamá, con un alza en su producto interno bruto (PIB) de 6,7%, le seguirán Bolivia (5,5%), República Dominicana, Ecuador y Nicaragua, con expansiones de 5%

### Argentina

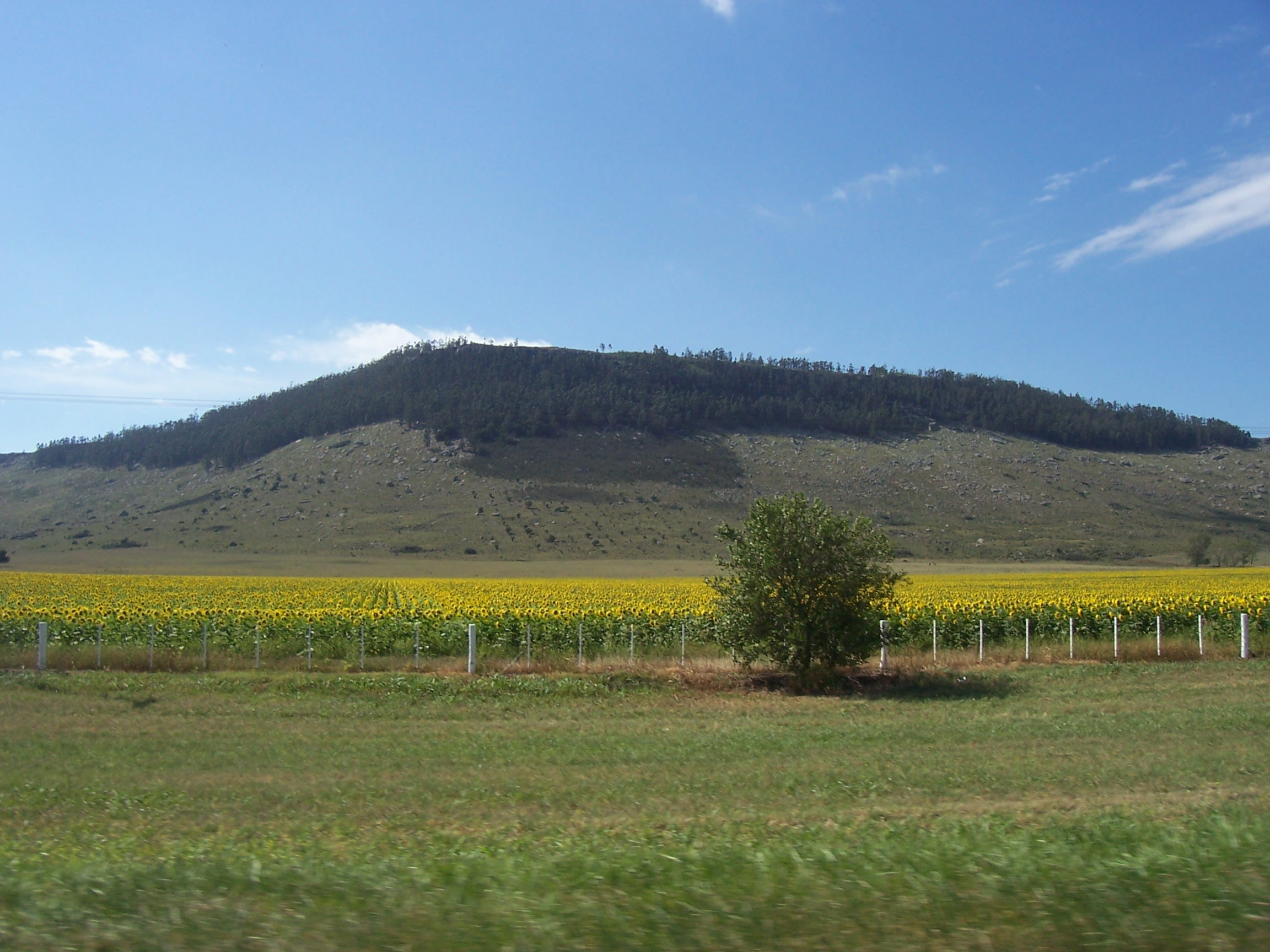
Plantación de girasol en Argentina. El país es el tercer productor mundial de semillas de girasol..

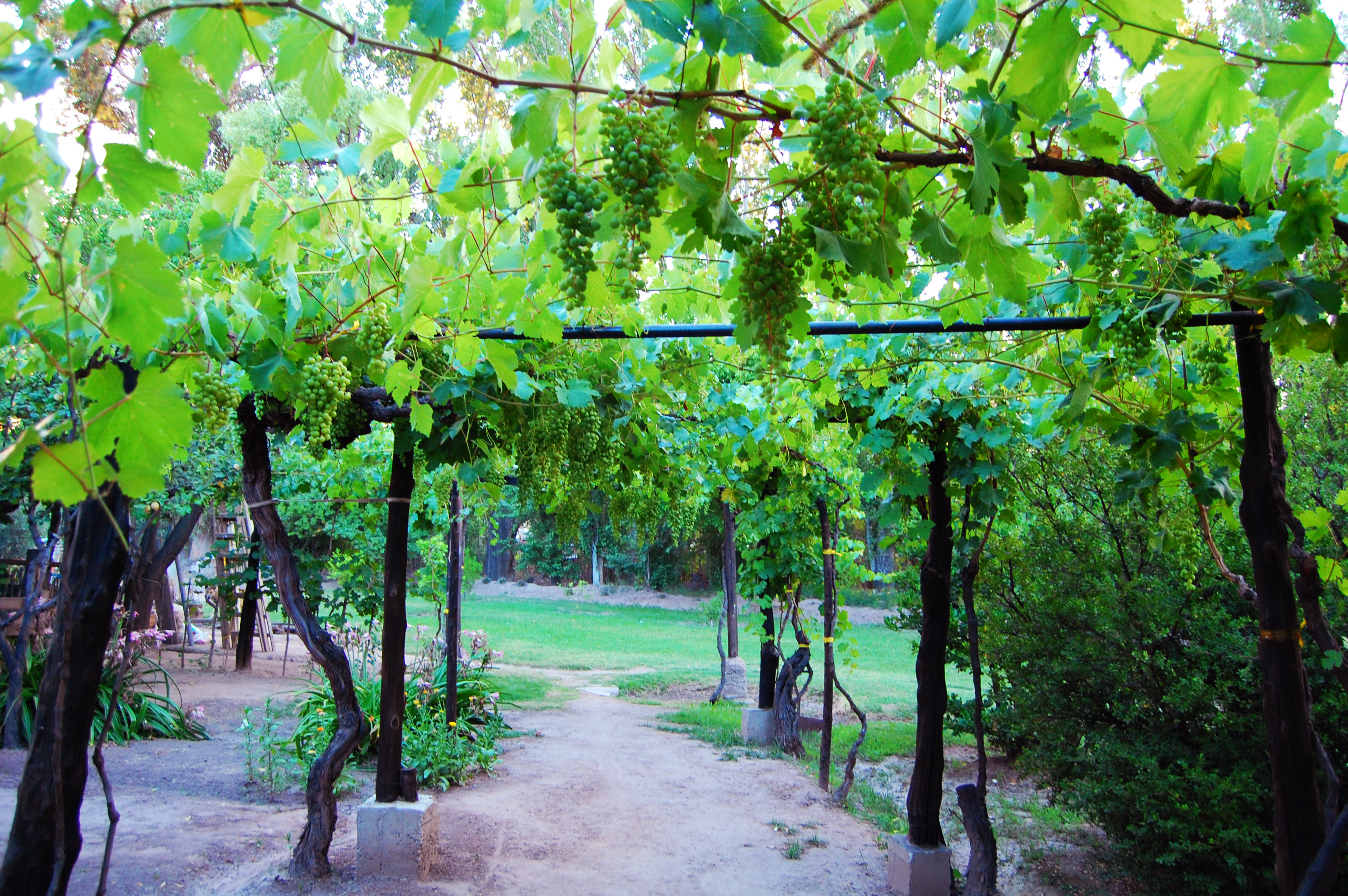
Plantación de uva en Argentina. Argentina y Chile se encuentran entre los 10 mayores productores de uva y vino del mundo, y Brasil entre los 20 mayores.

Argentina es uno de los países con la industria ganadera y agrícola más grandes. Es el primer productor mundial de yerba mate, y aceite de soja, es uno de los 5 mayores productores del mundo de soja, maíz, limones, pera y semilla de girasol, uno de los 10 mayores productores del mundo de uva, cebada, alcachofa, tabaco y algodón, y uno de los 15 mayores productores del mundo de trigo, caña de azúcar, sorgo y pomelo. También es el tercer productor más grande de miel en el mundo y el cuarto productor más grande de carne vacuna; el más grande productor de trigo y lana en Latinoamérica, entre otros cultivos. Es el mayor productor de vino en América Latina con 6% de la producción mundial, quinto en el mundo, y el principal productor de biodiésel a nivel global. La producción de gas natural y petróleo son importantes también aunque no principales. El Yacimiento Aguilar, en la provincia de Jujuy, es la mayor concentración de minerales de plomo y cinc de Sudamérica, y el Bajo de la Alumbrera en la provincia de Catamarca, es uno de los yacimientos para la extracción más grandes de oro y cobre en América Latina, siendo la Argentina el decimotercer mayor productor de oro del mundo. Posee la tercera reserva de gas más grande del planeta. Argentina es el más importante productor de software de la región y ocupa el segundo puesto en Sudamérica en cuanto a fabricación de autopartes, después de Brasil, siendo además el vigésimo mayor fabricante de automóviles en el mundo.

### Brasil

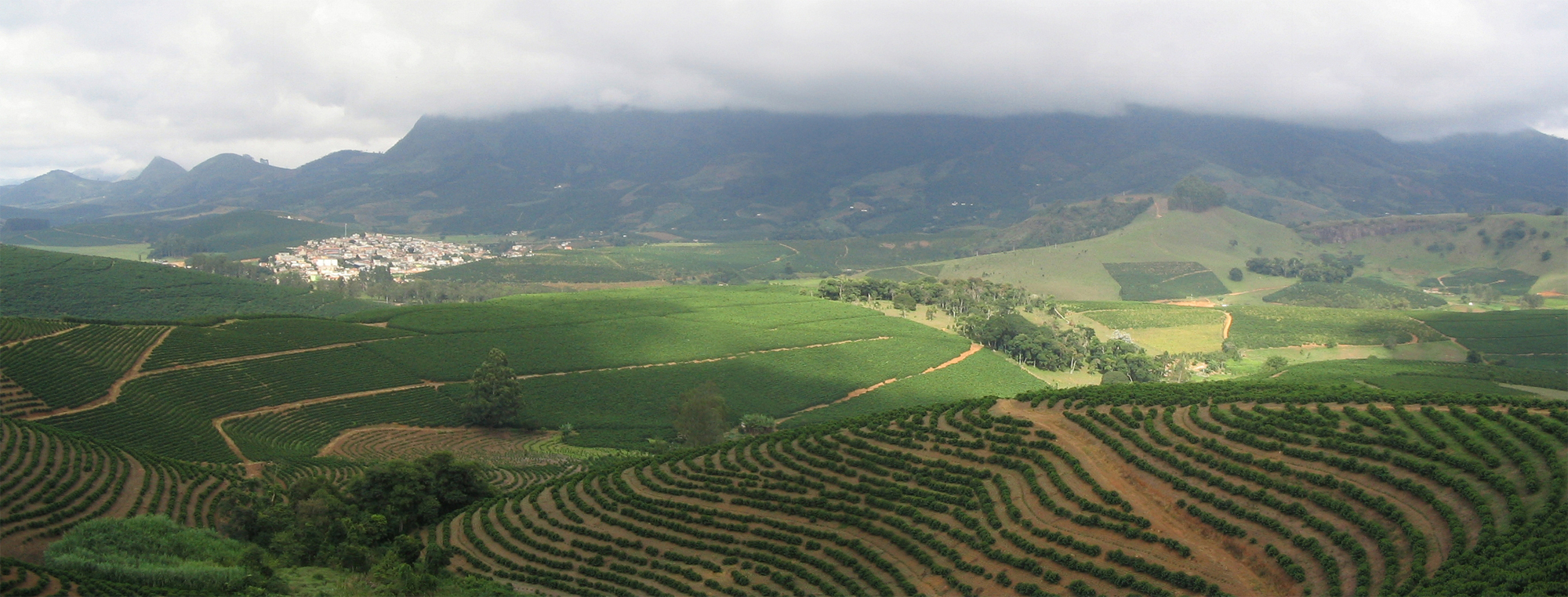
Café en Minas Gerais. En 2018, Brasil fue el mayor productor mundial, con 3,5 millones de toneladas. América Latina produce la mitad del café del mundo.

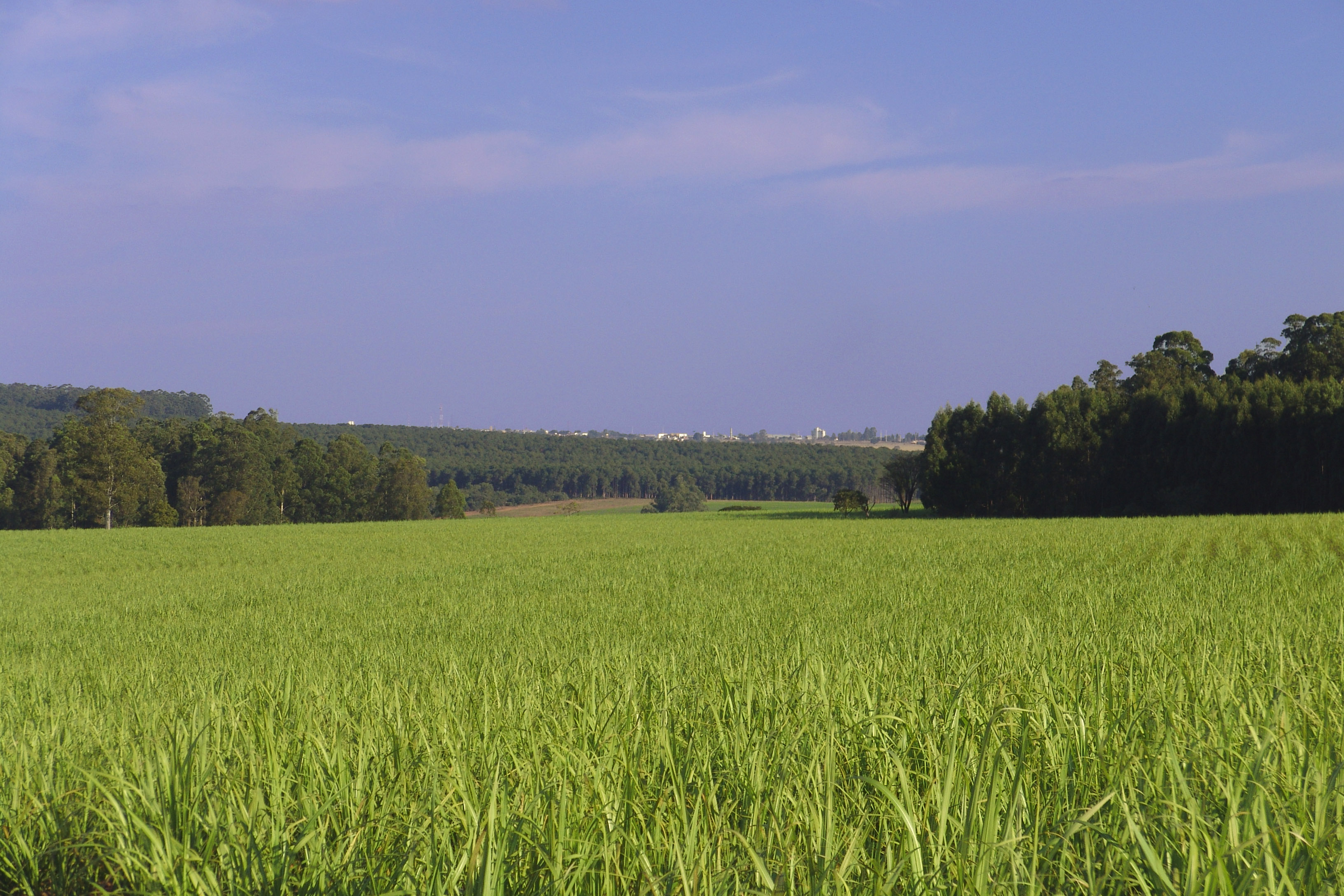
Plantación de caña de azúcar en Sao Paulo. En 2018, Brasil fue el mayor productor mundial, con 746 millones de toneladas. América Latina produce más de la mitad de la caña de azúcar del mundo.

Brasil es el mayor productor mundial de caña de azúcar, soja, café, naranja, guaraná, açaí y nuez de Brasil; es uno de los 5 mayores productores de maíz, papaya, tabaco, piña, banana, algodón, frijoles, coco, sandía y limón; y es uno de los 10 productores más grandes del mundo de cacao, anacardo, aguacate, caqui, mango, guayaba, arroz, sorgo y tomate. En la producción de proteínas animales, Brasil es el mayor exportador mundial de carne de pollo. También es el segundo mayor productor de carne vacuna, el tercer mayor productor mundial de leche, el cuarto mayor productor mundial de carne de cerdo y el séptimo mayor productor de huevo del mundo.
Brasil es el segundo exportador mundial de mineral de hierro y uno de los 5 mayores productores del mundo de bauxita, manganeso y estaño, además de poseer el 98% de las reservas mundiales de niobio, además de tener la más grande producción de etanol. Las exportaciones brasileñas (201.9 millones de dólares) se encuentran entre las veinte más grandes del mundo. Es el mayor productor de café mundial y el primer productor de equipos militares, televisores, semiconductores, celulares, computadoras, automóviles y aviones en Sudamérica.[cita requerida] Brasil es el segundo exportador mundial de alimentos procesados; el 2.º productor de celulosa del mundo y el 8.º productor de papel; el cuarto mayor productor de zapatos; el octavo productor de vehículos y el noveno productor de acero del mundo; y tiene la octava industria química más grande del mundo, además de tener la quinta industria textil más grande del mundo. En la industria de la aviación, Brasil tiene a Embraer, el tercer mayor fabricante de aviones del mundo, solo por detrás de Boeing y Airbus. La Bovespa en São Paulo es la décima segunda mayor bolsa de valores (en valores de mercado) del mundo.

### Chile

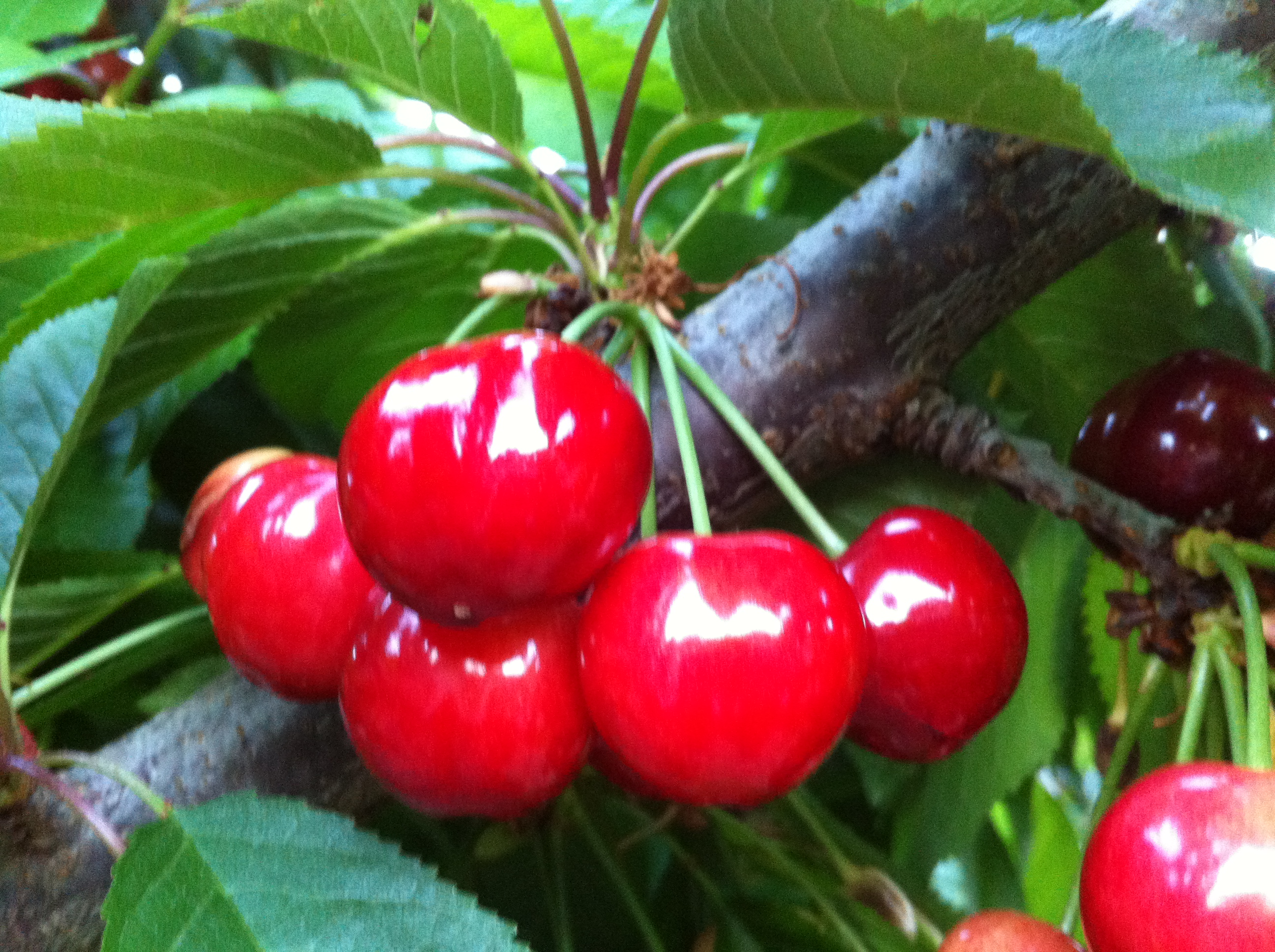
Cerezas chilenas. Chile es uno de los 5 principales productores de cerezas dulces del mundo.

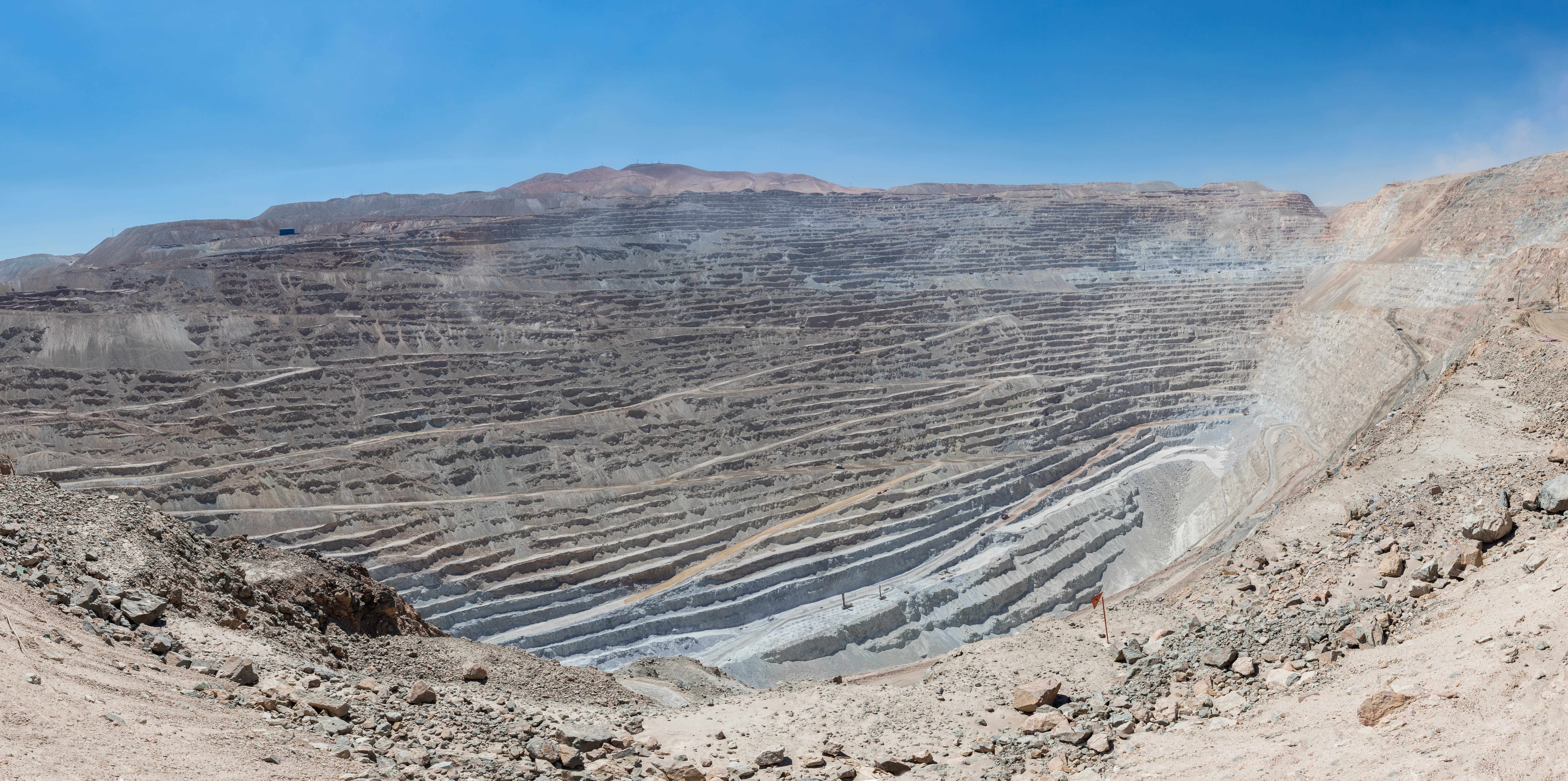
Mina de cobre en Chile. América Latina produce más de la mitad del cobre mundial.

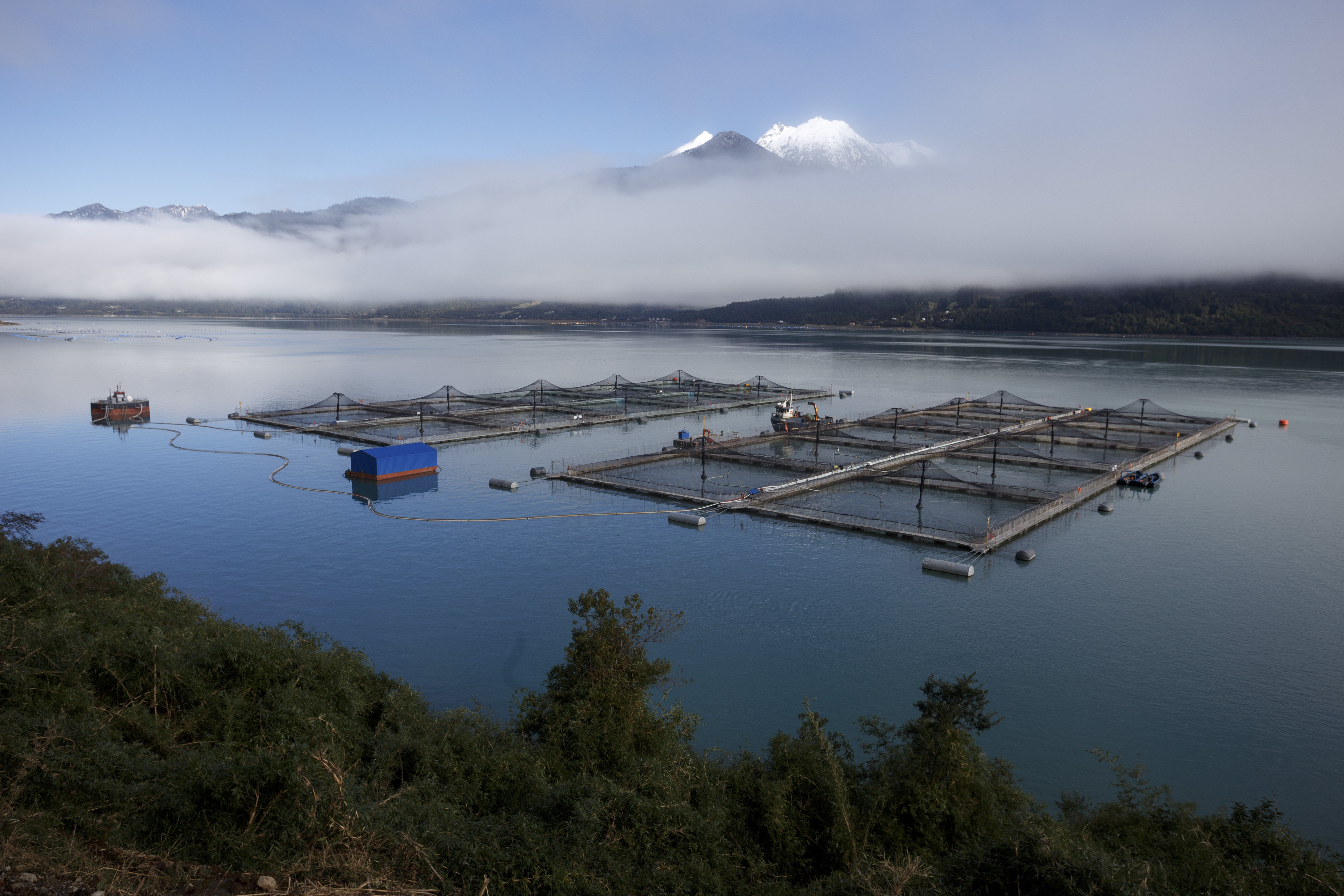
Cultivo de salmón en Chile. Un tercio de todo el salmón vendido en el mundo proviene del país.

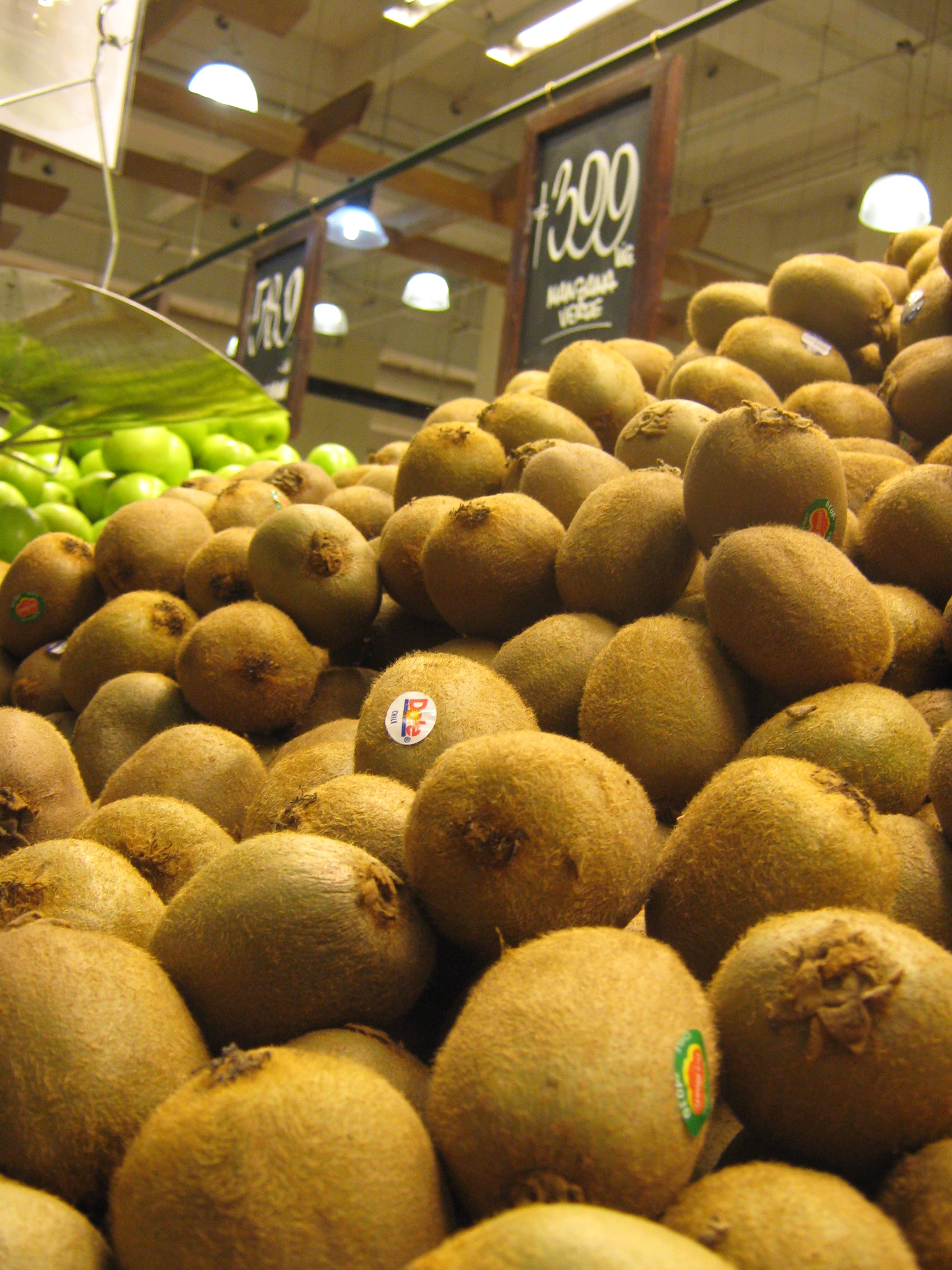
Kiwi chileno. El país es uno de los 10 mayores productores de kiwi del mundo.

Chile es uno de los 5 mayores productores mundiales de cereza y arándano rojo y uno de los 10 mayores productores mundiales de uva, manzana, kiwi y melocotón, con su agricultura enfocada a la exportación de frutas de alto valor.
Chile es el país con los ingresos más altos de América Latina con 19,474 PIB per cápita PPA y 16,273 PIB per cápita nominal. El Banco Mundial integró a Chile y Uruguay a la categoría de países de ingresos altos, siendo los únicos países de América Latina en obtener ese estatus.
Chile es miembro de la OCDE, grupo que sólo integran Canadá, Estados Unidos, 
Colombia, y México, en el continente americano. También pertenece al Acuerdo Estratégico Trans-Pacífico de Asociación Económica y a la APEC.
Además la economía de Chile lidera y ostenta índices remarcables en cuanto a competitividad, Libertad económica, Crecimiento Económico Archivado el 1 de julio de 2017 en Wayback Machine., además de gozar con la clasificación de la deuda externa más favorable del continente, mientras que la inversión extranjera, Chile acapara casi el 75% de las inversiones en el cono sur y 28% en todo Latinoamérica con 30 323 millones el 2012, mientras que en términos de inversión hacia el exterior de empresas nacionales, este acapara casi el (50%) con 21 090 millones el 2012 en América Latina, transformándose como una de las economías más dinámicas y desarrolladas de América Latina.
Chile, A pesar de su tamaño, produce la misma cantidad de exportaciones que Argentina, 83 000 millones y 85 000 millones respectivamente, este es el mayor productor mundial de cobre, litio, salmón y yodo, cuenta con el 38 % de las reservas mundiales de ese mineral. La empresa estatal Codelco explota, entre otros, los yacimientos de Chuquicamata y El Teniente, la mina a cielo abierto y la mina de cobre subterránea más grandes del mundo, respectivamente. Además, Chile posee el 39 % de las reservas de litio en Sudamérica, seguido por la Argentina con 32 %, y Bolivia con 28 %. En 2010, el 42 % de la producción mundial de este mineral se concentraba en Chile y el 17 %, en Argentina.
Además de explotar sus propios recursos domésticos, Chile participa en numerosos proyectos mineros extranjeros, ya sea como inversionista o como proveedor de ingeniería y servicios, en países como Australia, Pakistán y Perú, entre otros. Desde mayo de 2010, Chile pasó a integrar la OCDE. Además, el país ostenta el IDH más alto de la región, seguido de Argentina y Uruguay.
Además de la industria minera, Chile también es el 9.º mayor productor mundial de uva acaparando el 21,7 de los envíos globales, arándanos frescos, ciruelas, manzanas deshidratadas, truchas y carbonato de litio

### Colombia

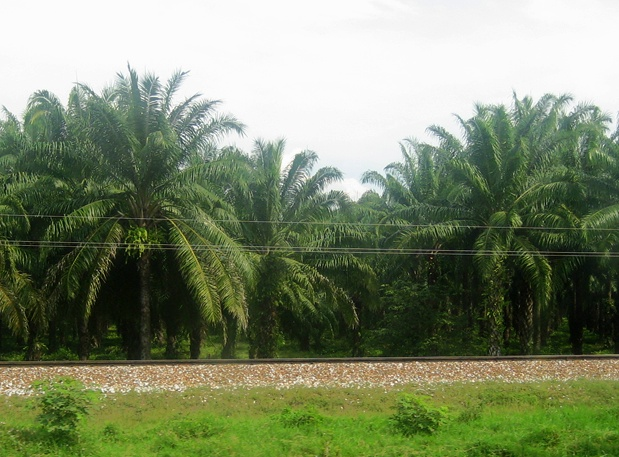
Plantación de palma en Magdalena. Colombia es uno de los 5 principales productores de aceite de palma del mundo.

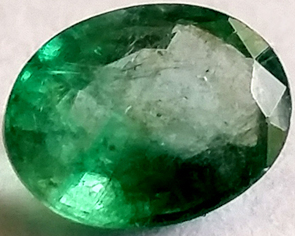
Esmeralda colombiana. El país es el mayor productor de esmeraldas del mundo y Brasil es uno de los mayores productores.

Colombia es la tercera mayor economía sudamericana, después de Argentina, y se encuentra entre las primeras 28 del mundo. Tras contar con una de las economías más estables del continente, Colombia consiguió récord de inversión extranjera en el año del 2013 y se espera que siga creciendo mientras Colombia sigue consolidándose como potencia regional. Colombia es uno de los 5 mayores productores del mundo de café, aguacate y aceite de palma, y uno de los 10 mayores productores del mundo de caña de azúcar, banana y piña.
Por contar con una población joven, economía dinámica y por contar con pólizas que salvaguardan la economía, Colombia fue destacada cuando fue incluida en los CIVETS, un grupo de países que son considerados como los "nuevos BRICS". Aparte de ser miembro de los CIVETS, Colombia también forma parte de la Alianza del Pacífico, Organización Mundial del Comercio, la Comunidad Andina de Naciones y la OCDE.

### Venezuela

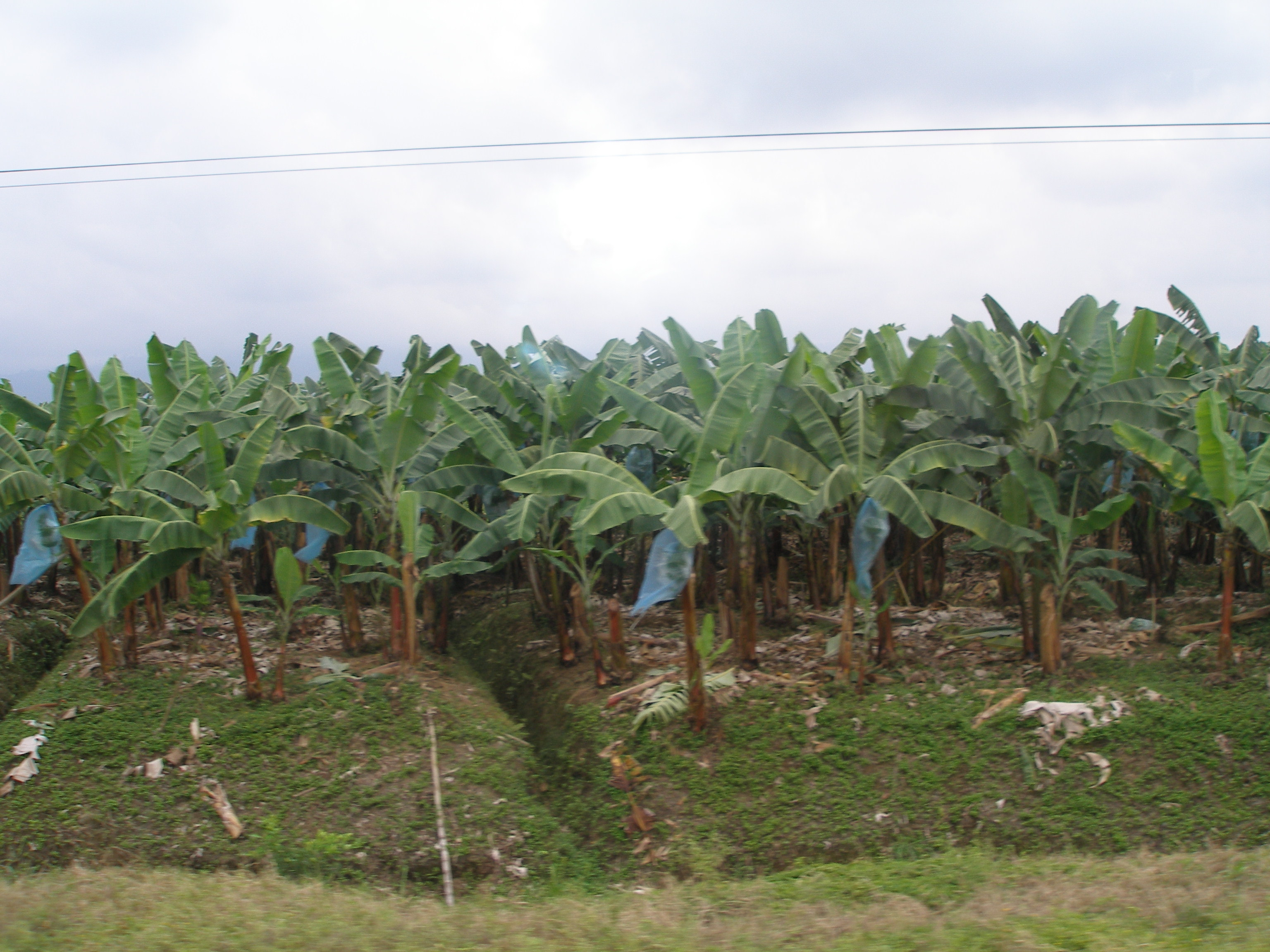
Plátano en Ecuador. El país es el mayor exportador de banano del mundo. América Latina produce alrededor del 30% del banano del mundo.

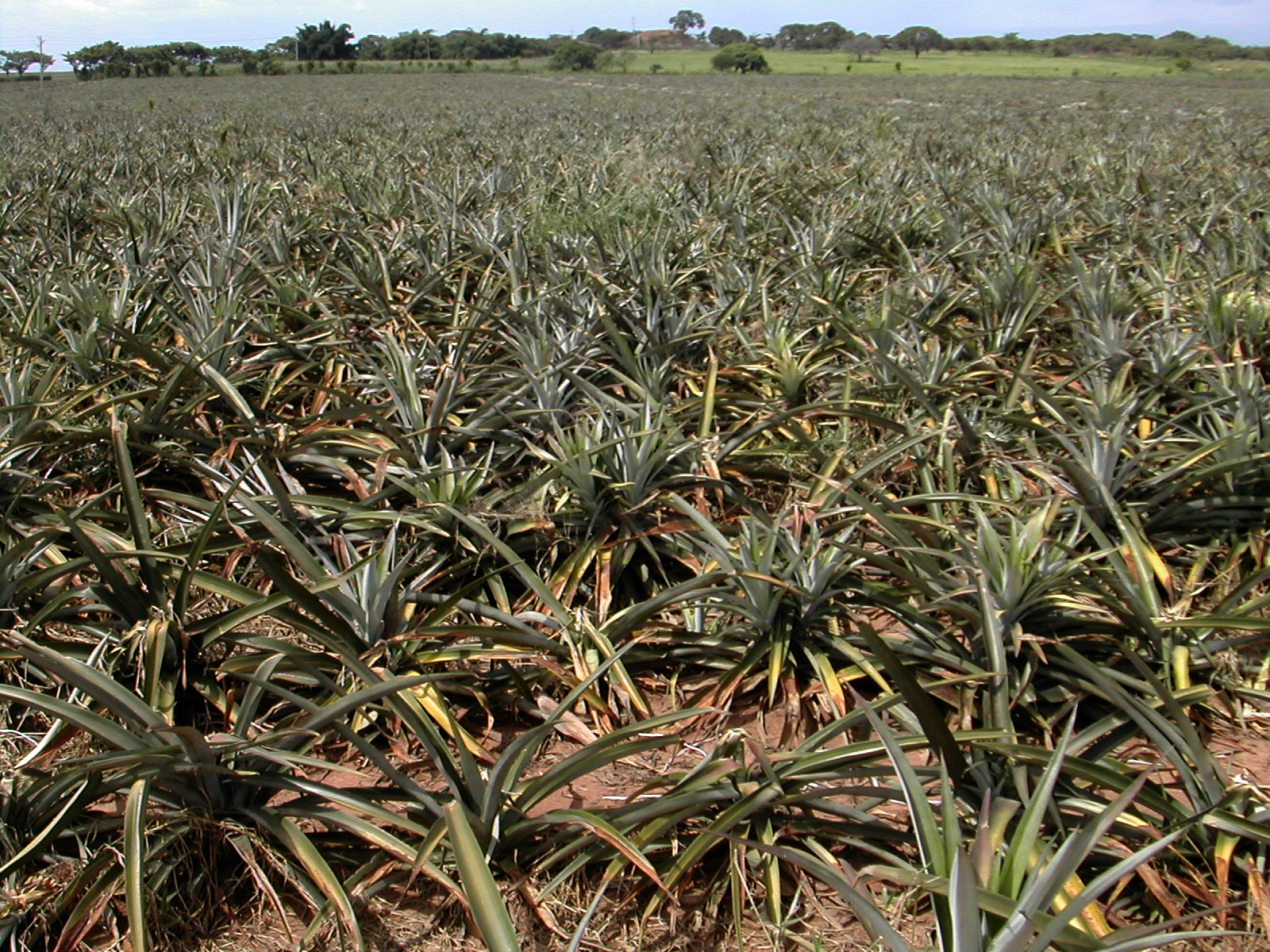
Piña en Veracruz, México. América Latina produce el 35% de la piña del mundo.

Venezuela de acuerdo al banco mundial constituye la séptima economía sudamericana más potente en términos de PIB (PPA)en los últimos 100 años y la 94 a nivel mundial. El país es miembro fundador de la OPEP, tiene una economía basada en la extracción y refinación del Petróleo, además de poseer las reservadas probadas de Petróleo más cajon grandes del mundo que se creen superan los 300 mil millones de barriles. Las reservas de hierro de Venezuela son unas de las más importantes en el mundo con empresas potentes como SIDOR. Venezuela forma parte del Mercosur junto a Brasil, Argentina, Paraguay y Uruguay. A fecha de 1 de junio de 2018 Venezuela tiene 4 años sumida en una grave crisis económica que ha resultado en la reducción de aproximadamente el 25% de su PIB, una hiperinflación que se proyecta por encima del 24 000% a finales del 2018 según algunas fuentes y una grave escasez de todo tipo, resultando en una economía en ruinas principalmente rural con grandes flujos migratorios hacia países vecinos todo esto consecuencia de, según algunos, las malas políticas del Gobierno actual y según la versión del gobierno producto de la guerra económica parte del esquema de guerra no convencional supuestamente aplicada por su rival ideológico Estados Unidos.

### Perú

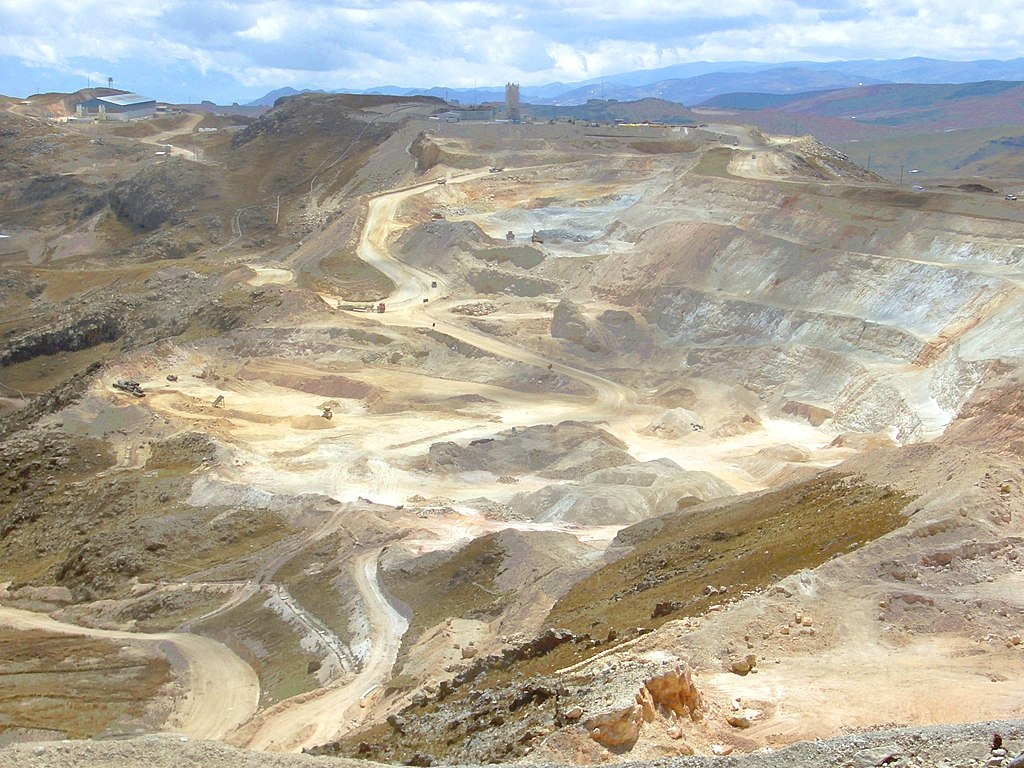
Yanacocha Goldmine

Perú es la tercera nación sudamericana en superficie, la cuarta en población, sexta economía de América Latina, séptimo en los Países megadiversos del planeta, y uno de los países con mayores recursos mineros del planeta. Esto le ha permitido experimentar un crecimiento económico alto, con tasas de inflación bajas que le ha dado un impulso significativo. La revista AméricaEconomía y el Fondo Monetario Internacional, resaltan que el país registró la segunda inflación más baja en el mundo después de Francia.
Desde 2004, el país ha registrado un crecimiento económico mayor al promedio de América Latina, e incluso se posicionó como la economía de mayor crecimiento mundial, sólo superada por China, aún a pesar de que el mundo se encontraba en plena Crisis financiera de 2007-2008.
Actualmente es el país de la región con la tasa de crecimiento económico más alta y el riesgo país más bajo, a pesar de que el crecimiento del Producto Bruto Interno (PBI) acumula una caída de -0,58%, según el Instituto Nacional de Estadística e Informática. 
En mayo del 2023, el Sol (moneda de Perú), registró su posición como la moneda de mayor estabilidad en Latinoamérica (a pesar de la salida de dinero en efectivo hacía países vecinos como Bolivia, que por su situación económica e inestabilidad político social, y al no contar con dólares en el país, sus ciudadanos prefieren guardar sus ahorros en moneda peruana).
Esta estabilidad monetaria se explica, porque, las fluctuaciones del tipo de cambio se mantuvieron estables frente a sus símiles en la región, esto justificado por un superávit en la balanza comercial y por el crecimiento de las Reservas Internacionales (RIN), que en términos de comparación con sus pares, son las de mayor volumen siendo quivalentes al 30% del Producto Bruto Interno (PBI) superando a economías como Paraguay (22.6%), Uruguay (21.6%), Colombia (17.6%), Brasil (16.7%) y Chile (12.5%).
La revista The Economist lo ubica como el sexto país con mayor crecimiento en el mundo, y el Banco Mundial, como el quinto país con mayor crecimiento exportador. 
Es también, el sexto país más competitivo en Latinoamérica y el Caribe según el Informe Global de Competitividad 2019 (WEF), sin embargo, según la WEF, en términos de tecnología e innovación el país está en la media inferior (en innovación está en el puesto 98 y en tecnología en el 88 de 140 economías analizadas).
Perú es el mayor productor de arándano en el mundo, habiendo superado a Chile, segundo productor de banano orgánico, uno de los 5 mayores productores del mundo de aguacate, alcachofa y espárrago, uno de los 10 mayores productores del mundo de mandarina, mango, ajo, cebolla, granada, café, uno de los 15 mayores productores del mundo de papa y piña, y también tiene una producción considerable de uva, caña de azúcar, arroz, maíz y mandioca; su agricultura está considerablemente diversificada. Ocupa el puesto 13 como proveedor de frutas y hortalizas del mundo según la Organización Mundial del Comercio en el ranking
mundial del “International Trade Center”. 
Perú contiene una gran riqueza marina, siendo el mayor productor de harina de pescado en el mundo, contando con diferentes especies registradas (1081 especies de peces, 1071 especies de moluscos, 729 de crustáceos, 167 de equinodermos y 625 de algas).
En cuanto a su posición competitiva en minería, Perú es el 2° productor de plata (con las mayores reservas encontradas), cobre y zinc en el mundo, 3° productor de plomo y estaño, y 6° en oro, conteniendo incluso la segunda mayor mina aurífera del mundo, y contando entre sus principales puntos de exportación a USA, Reino Unido, China, la Unión Europea, entre otros.

## Transporte

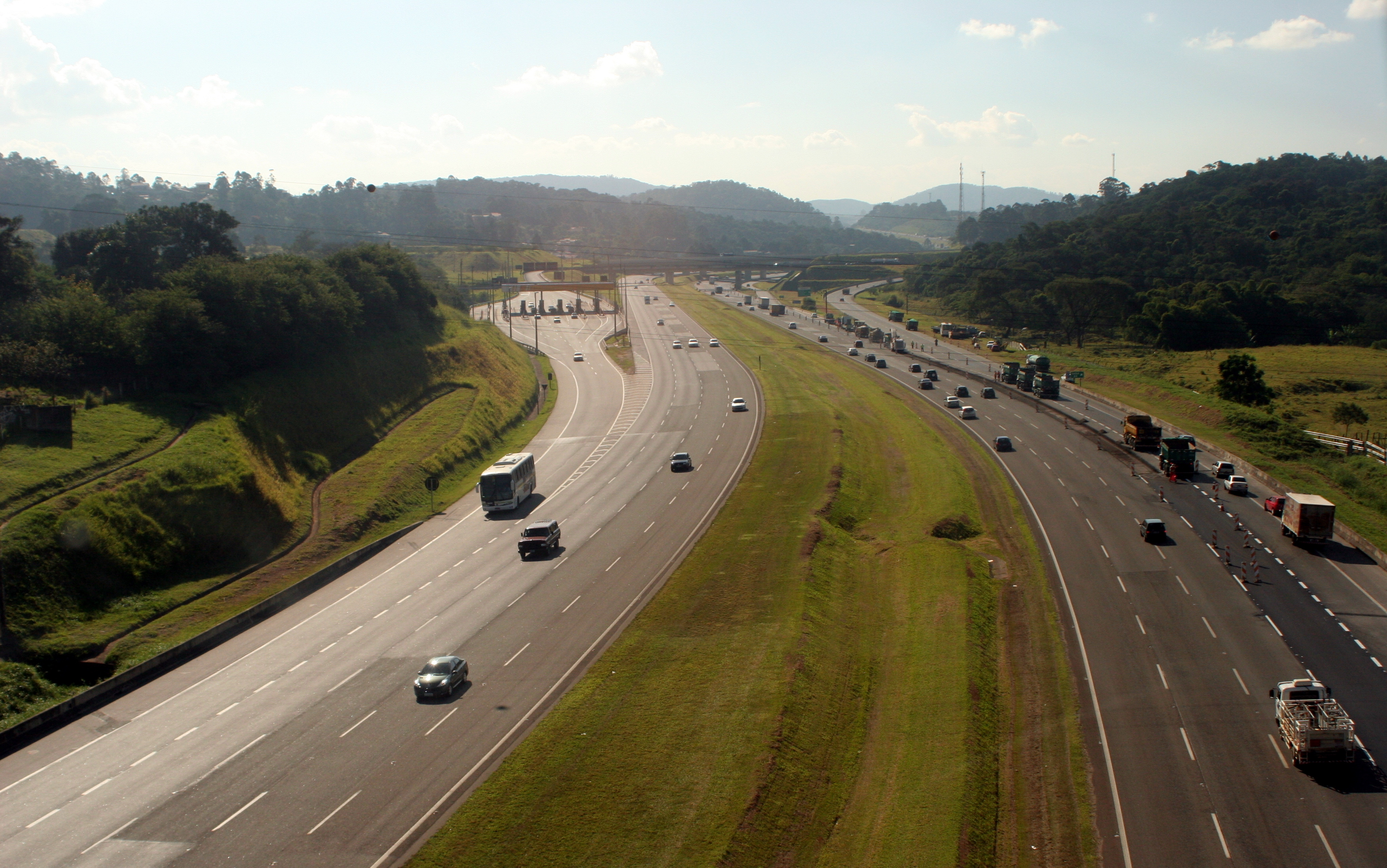
Rodovia dos Bandeirantes, Brasil

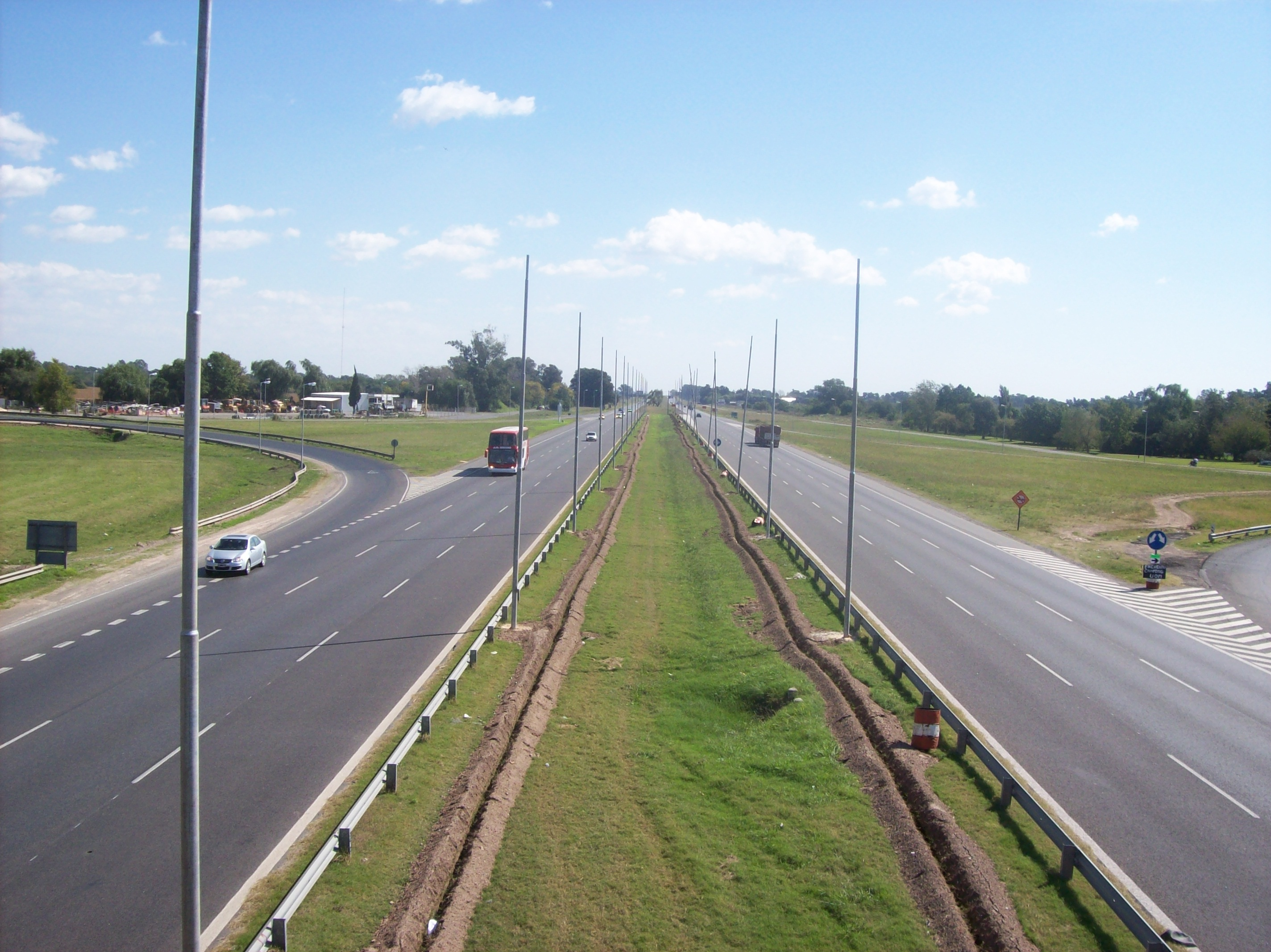
Ruta 9 / 14, en Zarate, Argentina

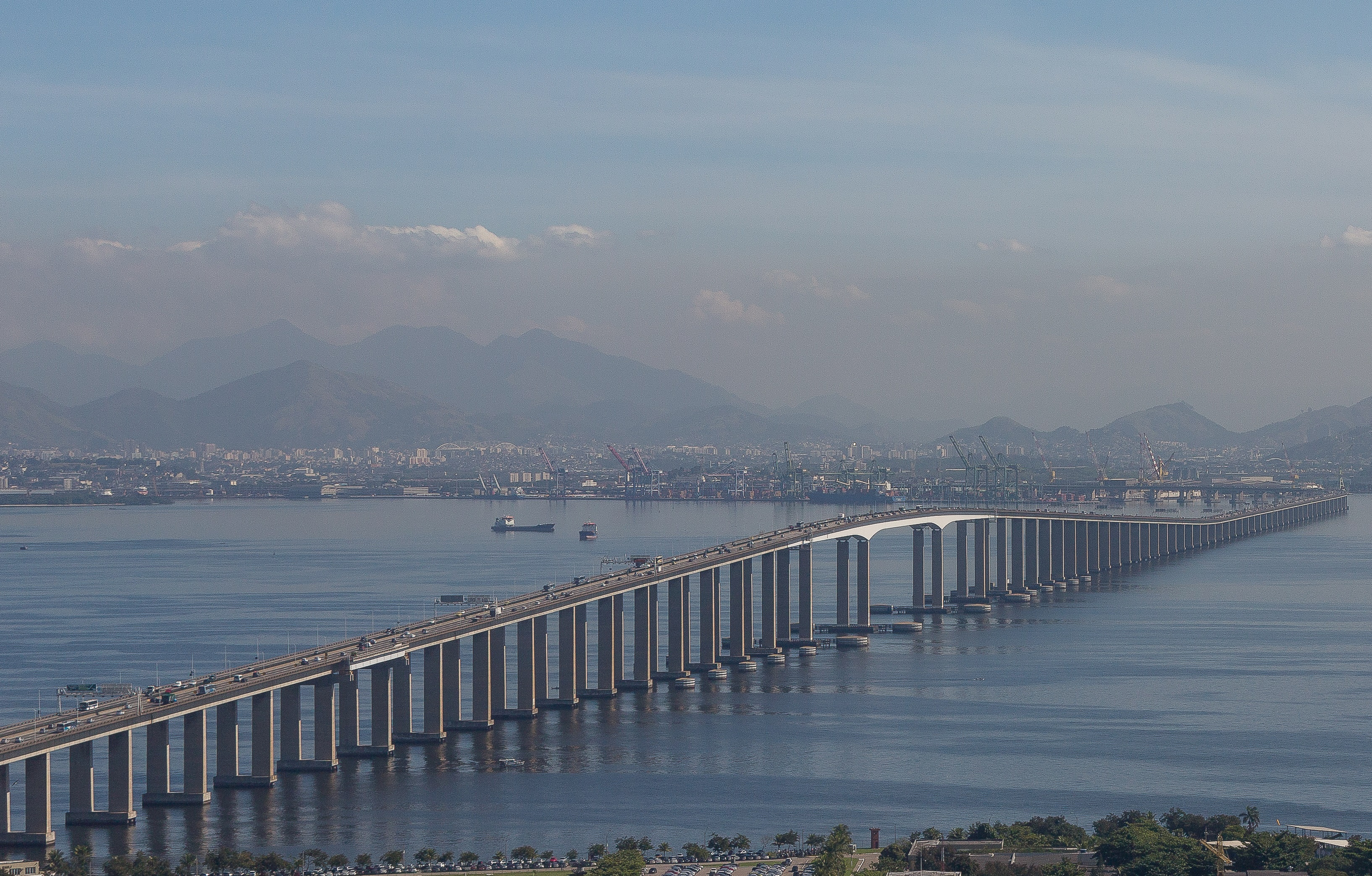
Puente Río-Niterói

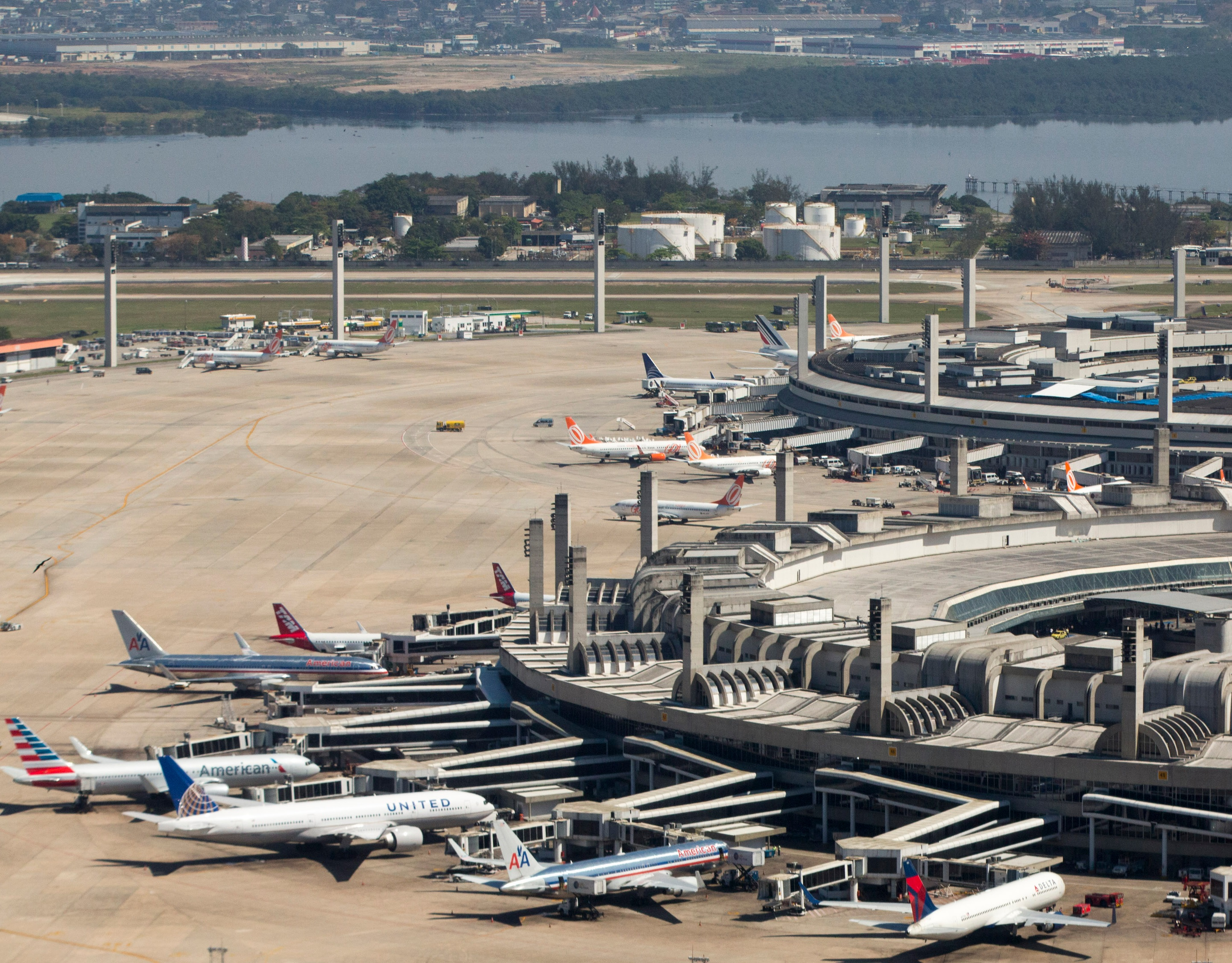
Aeropuerto Internacional de Río de Janeiro

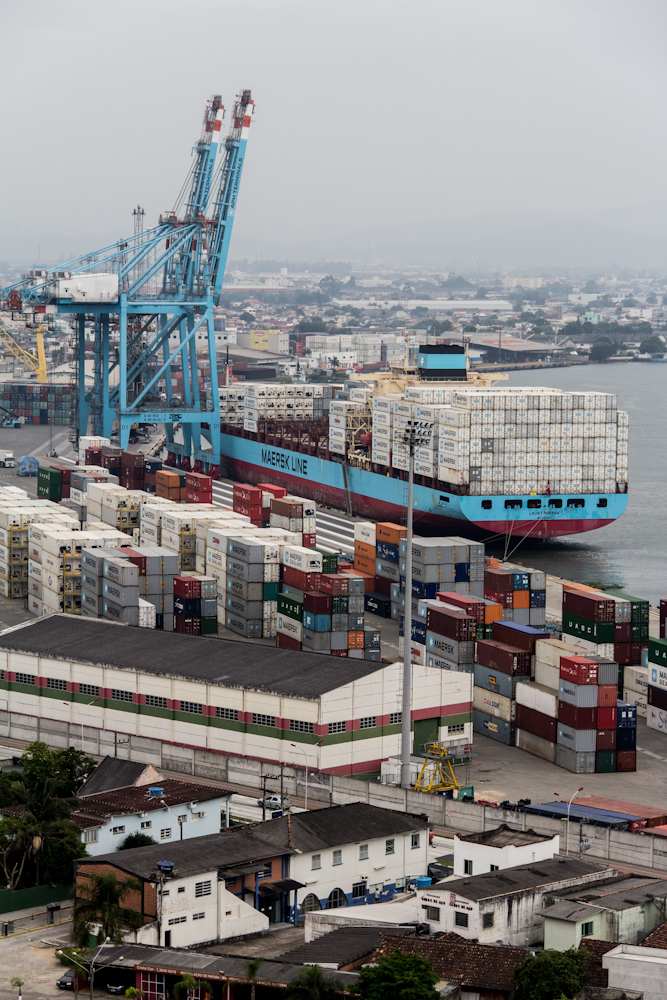
Puerto de Itajaí, Santa Catarina, Brasil

El transporte en América del Sur se realiza básicamente en la modalidad carretera, la más desarrollada de la región. También hay una infraestructura considerable de puertos y aeropuertos. El sector ferroviario y fluvial, aunque tiene potencial, suele ser tratado de forma secundaria.
Brasil tiene más de 1,7 millones de kilómetros de carreteras, de los cuales 215.000 km están pavimentados, y unos 14.000 km son carreteras divididas. Las dos carreteras más importantes del país son BR-101 y BR-116. Argentina tiene más de 600.000 km de carreteras, de los cuales unos 70.000 km están pavimentados y unos 2.500 km son carreteras divididas. Las tres carreteras más importantes del país son Ruta 9, Ruta 7 y Ruta 14 . Colombia tiene alrededor de 210.000 km de carreteras y unos 2.300 km son carreteras divididas. Chile tiene cerca de 82.000 km de carreteras, 20.000 de las cuales están pavimentadas, y aproximadamente 2.000 km son carreteras divididas. La carretera más importante del país es la Ruta 5 (Carretera Panamericana) Estos 4 países son los que cuentan con la mejor infraestructura vial y con el mayor número de carreteras de doble carril.
La red vial en México tiene una extensión de 366,095 km, de los cuales 116,802 km están pavimentados; De estos, 10,474 km (6,508 millas) son autopistas de varios carriles: 9,544 km (5,930 millas) son carreteras de cuatro carriles y el resto tiene 6 o más carriles.
Debido a la Cordillera de los Andes, Río Amazonas y Selva Amazónica, siempre ha habido dificultades para implementar carreteras transcontinentales o bioceánicas. Prácticamente la única ruta que existía era la que conectaba Brasil con Buenos Aires, en Argentina y luego con Santiago, en Chile. Sin embargo, en los últimos años, con el esfuerzo conjunto de los países, han comenzado a surgir nuevas rutas, como Brasil-Perú (Carretera Interoceánica), y una nueva carretera entre Brasil, Paraguay, norte de Argentina y norte de Chile (Corredor Bioceánico).
Hay más de 2.000 aeropuertos en Brasil. El país tiene el segundo mayor número de aeropuertos del mundo, solo detrás de Estados Unidos. El Aeropuerto Internacional de São Paulo, ubicado en la Región Metropolitana de São Paulo, es el más grande y concurrido del país - el aeropuerto conecta São Paulo con prácticamente todas las principales ciudades del mundo. Brasil tiene 44 aeropuertos internacionales, como los de Río de Janeiro, Brasilia, Belo Horizonte, Porto Alegre, Florianópolis, Cuiabá, Salvador, Recife, Fortaleza, Belém y Manaus, entre otros. Argentina cuenta con importantes aeropuertos internacionales como Buenos Aires, Córdoba, Bariloche, Mendoza, Salta, Puerto Iguazú, Neuquén y Ushuaia, entre otros. Chile cuenta con importantes aeropuertos internacionales como Santiago, Antofagasta, Puerto Montt, Punta Arenas y Iquique, entre otros. Colombia cuenta con importantes aeropuertos internacionales como Bogotá, Medellín, Cartagena, Cali y Barranquilla, entre otros. Perú cuenta con importantes aeropuertos internacionales como Lima, Cuzco y Arequipa. Otros aeropuertos importantes son los de las capitales de Uruguay (Montevideo), Paraguay (Asunción), Bolivia (La Paz) y Ecuador (Quito). Los 10 aeropuertos más transitados de América del Sur en 2017 fueron: São Paulo-Guarulhos (Brasil), Bogotá (Colombia), São Paulo-Congonhas (Brasil), Santiago (Chile), Lima (Perú), Brasilia (Brasil), Río de Janeiro. (Brasil), Buenos Aires-Aeroparque (Argentina), Buenos Aires-Ezeiza (Argentina) y Minas Gerais (Brasil).
Hay 1,834 aeropuertos en México, el tercer mayor número de aeropuertos por país en el mundo. Los siete aeropuertos más grandes, que absorben el 90% de los viajes aéreos, son (en orden de tráfico aéreo): Ciudad de México, Cancún, Guadalajara, Monterrey, Tijuana, Acapulco y Puerto Vallarta. Considerando toda América Latina, los 10 aeropuertos más transitados en 2017 fueron: Ciudad de México (México), São Paulo-Guarulhos (Brasil), Bogotá (Colombia) , Cancún (México), São Paulo-Congonhas (Brasil), Santiago (Chile), Lima (Perú), Brasilia (Brasil), Río de Janeiro (Brasil) y Tocumen (Panamá).
Acerca de puertos, Brasil tiene algunos de los puertos más activos de América del Sur, como Puerto de Santos, Puerto de Río de Janeiro, Puerto de Paranaguá, Puerto de Itajaí, Puerto de Río Grande y Puerto de Suape. Argentina tiene puertos como Puerto de Buenos Aires y Puerto de Rosario. Chile tiene importantes puertos en Valparaíso, Caldera, Mejillones, Antofagasta, Iquique, Arica y Puerto Montt. Colombia cuenta con importantes puertos como Buenaventura y Bahía de Cartagena. Perú tiene puertos importantes en Callao, Ilo y Matarani. Los 15 puertos más activos de América del Sur son: Puerto de Santos (Brasil), Puerto de Bahía de Cartagena (Colombia), Callao (Perú), Guayaquil (Ecuador), Buenos Aires (Argentina), San Antonio (Chile), Buenaventura (Colombia), Itajaí (Brasil), Valparaíso (Chile), Montevideo (Uruguay), Paranaguá (Brasil), Río Grande (Brasil), São Francisco do Sul (Brasil), Manaus (Brasil) y Coronel (Chile).
Los cuatro principales puertos marítimos que concentran alrededor del 60% del tráfico de mercancías en México son Altamira y Veracruz en el Golfo de México, y Manzanillo y Lázaro Cárdenas en el Océano Pacífico. Considerando toda América Latina, los 10 puertos más grandes en términos de movimiento son: Colón (Panamá), Santos (Brasil), Manzanillo (México), Bahía de Cartagena (Colombia), Pacífico (Panamá), Callao (Perú), Guayaquil ( Ecuador), Buenos Aires (Argentina), San Antonio (Chile) y Buenaventura (Colombia).
La red ferroviaria brasileña tiene una extensión de unos 30.000 kilómetros. Se utiliza básicamente para transportar minerales. El ferrocarril argentino La red, con 47.000 km de vías, fue una de las más grandes del mundo y sigue siendo la más extensa de Latinoamérica. Llegó a tener unos 100.000 km de raíles, pero el levantamiento de vías y el énfasis puesto en el transporte motorizado lo redujeron gradualmente. Tiene cuatro senderos diferentes y conexiones internacionales con Paraguay, Bolivia, Chile, Brasil y Uruguay. Chile tiene casi 7.000 km de vías férreas, con conexiones a Argentina, Bolivia y Perú. Colombia tiene solo unos 3500 km de vías férreas.
Entre las principales vías navegables brasileñas destacan dos: Hidrovía Paraná-Tieté (que tiene una longitud de 2.400 km, 1.600 en el río Paraná y 800 km en el río Tietê, drenando la producción agrícola de los estados de Mato Grosso, Mato Grosso do Sul, Goiás y parte de Rondônia, Tocantins y Minas Gerais) e Hidrovia do Solimões-Amazonas (tiene dos tramos: Solimões, que se extiende desde Tabatinga hasta Manaus, con aproximadamente 1600 km, y Amazonas, que se extiende desde Manaos a Belém, con 1650 km. Casi en su totalidad el transporte de pasajeros desde la llanura amazónica se realiza por esta vía fluvial, además de prácticamente todo el transporte de carga que se dirige a los principales centros regionales de Belém y Manaus). En Brasil, este transporte todavía está infrautilizado: los tramos de vías navegables más importantes, desde el punto de vista económico, se encuentran en el sureste y sur del país. Su pleno aprovechamiento aún depende de la construcción de esclusas, grandes obras de dragado y, principalmente, de puertos que permitan la integración intermodal. En Argentina, la red de vías navegables está conformada por los ríos La Plata, Paraná, Paraguay y Uruguay. Los principales puertos fluviales son Zárate y Campana. El puerto de Buenos Aires es históricamente el primero en importancia individual, pero el área conocida como Up-River, que se extiende a lo largo de 67 km de la porción Santa Fe del río Paraná, aglutina 17 puertos que concentran el 50% de las exportaciones totales del país.

## Energía

### Brasil

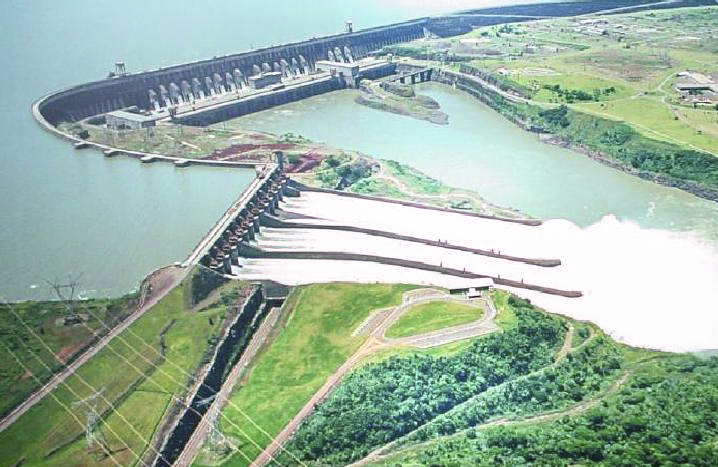
Represa de Itaipu en Paraná.

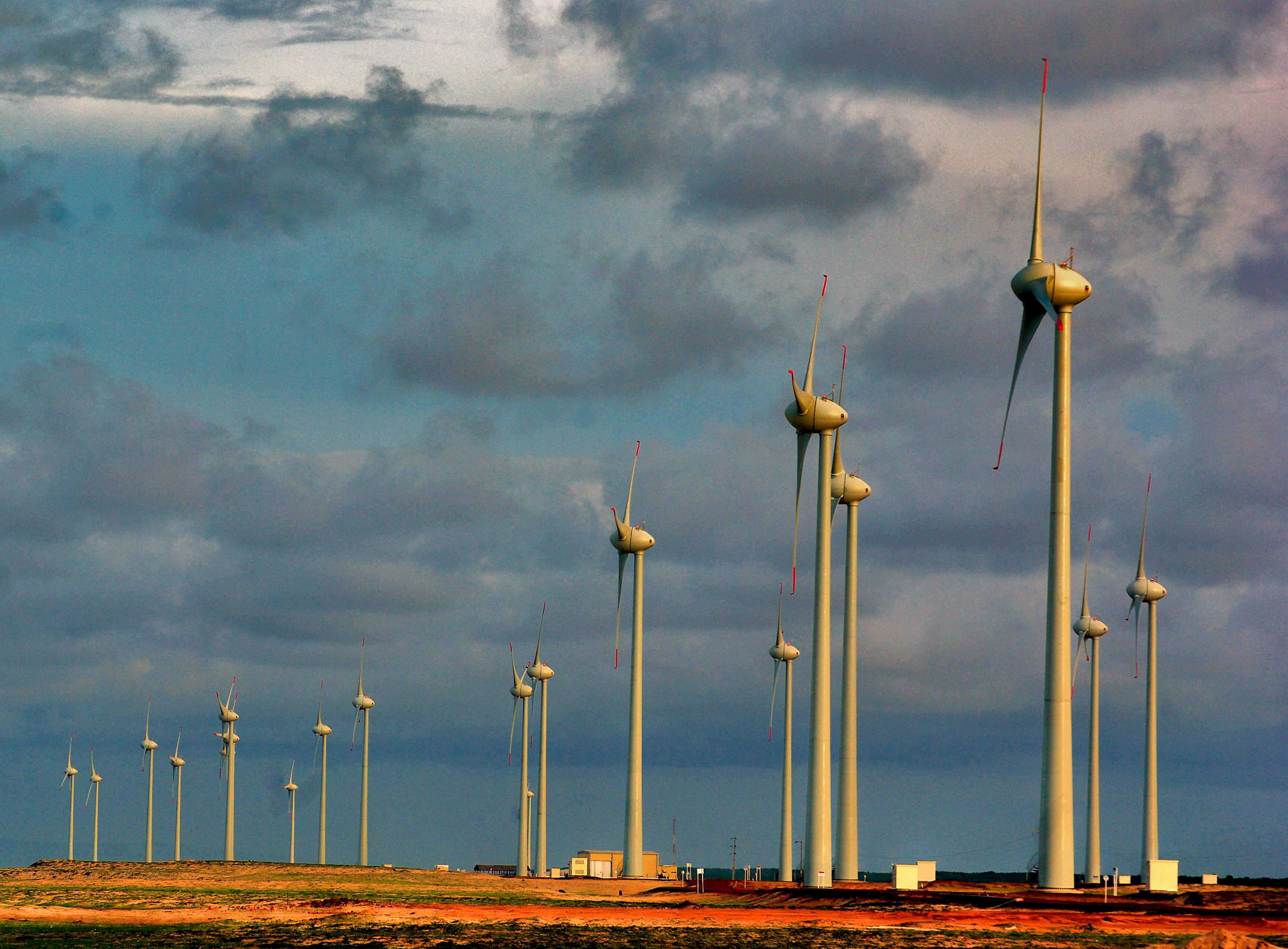
Energía eólica en Parnaíba.

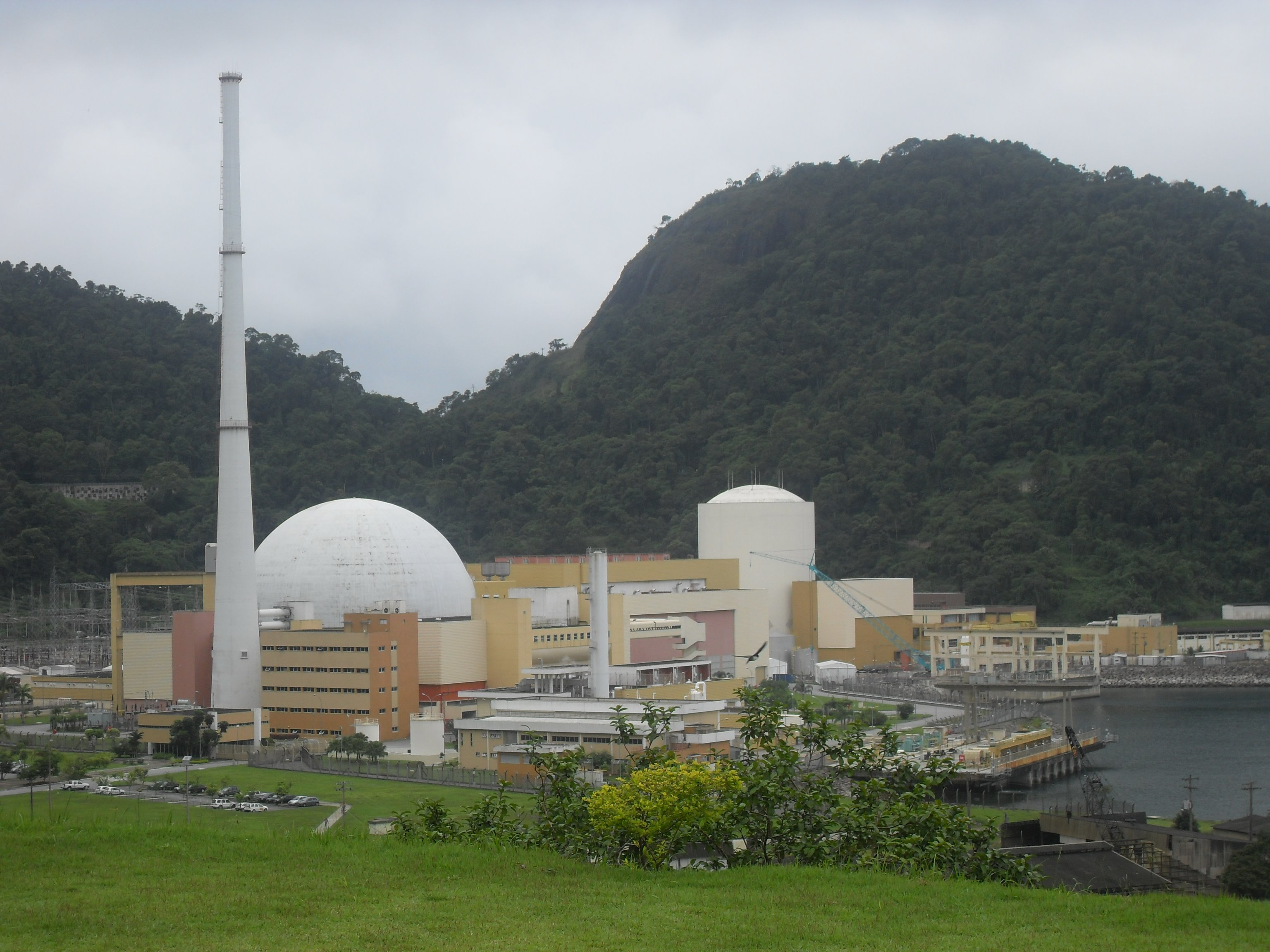
Central nuclear Almirante Álvaro Alberto en Angra dos Reis, Río de Janeiro

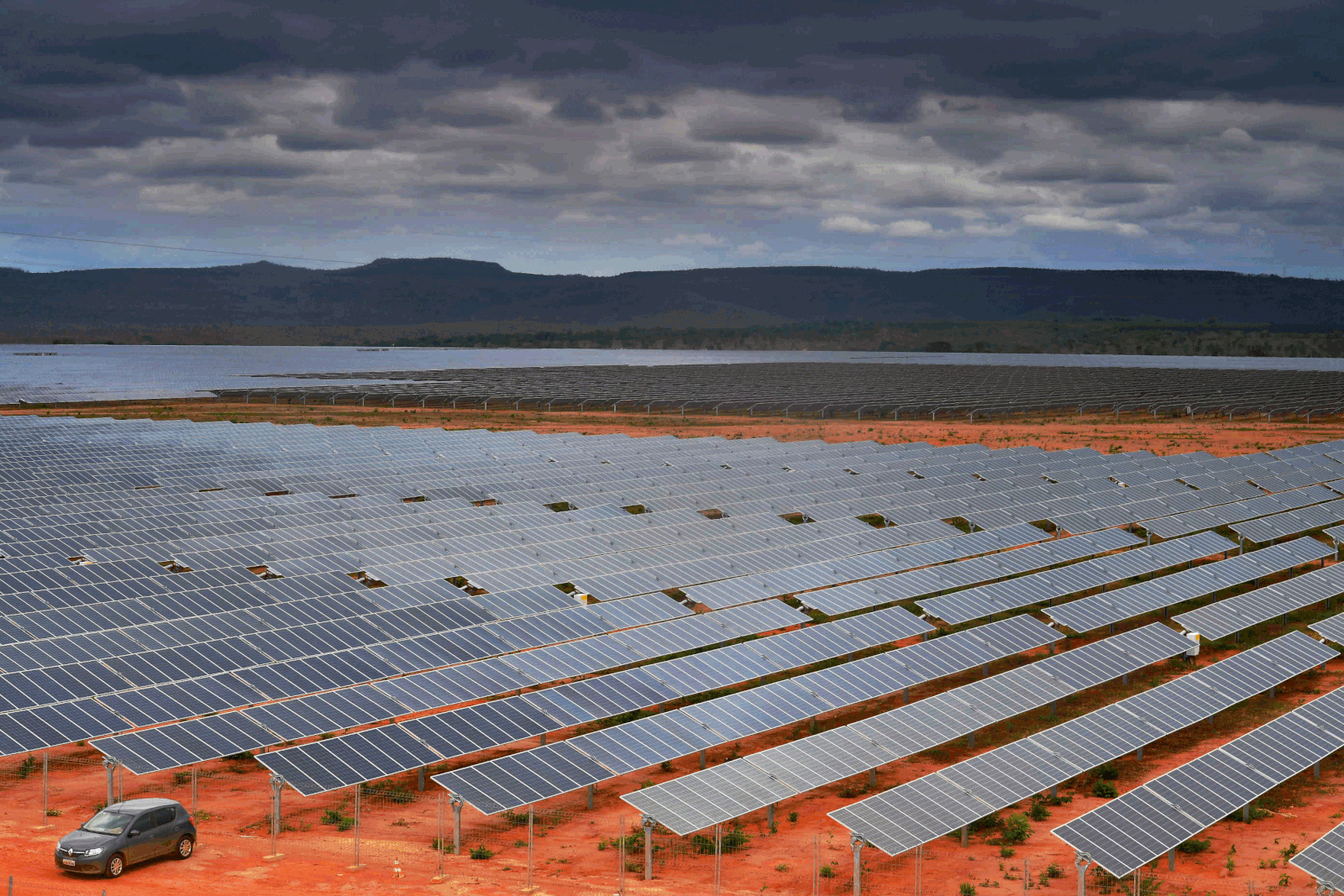
Complejo solar Pirapora, el más grande de Brasil y Latinoamérica con 321 MW.

El gobierno brasileño ha emprendido un ambicioso programa para reducir la dependencia del petróleo importado. Las importaciones anteriormente representaban más del 70% de las necesidades de petróleo del país, pero Brasil se volvió autosuficiente en petróleo en 2006–2007. Brasil fue el décimo mayor productor de petróleo del mundo en 2019, con 2,8 millones de barriles/día. La producción logra abastecer la demanda del país. A principios de 2020, en la producción de petróleo y gas natural, el país superó por primera vez los 4 millones de barriles de petróleo equivalente por día. En enero de este año se extrajeron 3,168 millones de barriles de petróleo por día y 138,753 millones de metros cúbicos de gas natural.
Brasil es uno de los principales productores mundiales de energía hidroeléctrica. En 2019, Brasil tenía 217 centrales hidroeléctricas en operación, con una capacidad instalada de 98.581 MW, el 60,16% de la generación energética del país. En la generación total de electricidad, en 2019 Brasil alcanzó los 170.000 MW de capacidad instalada, más del 75% de fuentes renovables (la mayoría, hidroeléctricas).
En 2013, la Región Sudeste utilizó alrededor del 50% de la carga del Sistema Integrado Nacional (SIN), siendo la principal región consumidora de energía del país. La capacidad instalada de generación de electricidad de la región totalizó casi 42.500 MW, lo que representó alrededor de un tercio de la capacidad de generación de Brasil. La generación hidroeléctrica representó el 58% de la capacidad instalada de la región, correspondiendo el 42% restante básicamente a la generación termoeléctrica. São Paulo representó el 40% de esta capacidad; Minas Gerais en aproximadamente un 25%; Río de Janeiro en 13,3%; y Espírito Santo representó el resto. La Región Sur es propietaria de la Represa de Itaipu, que fue la mayor central hidroeléctrica del mundo durante varios años, hasta la inauguración de la Represa de las Tres Gargantas en China. Sigue siendo la segunda hidroeléctrica en funcionamiento más grande del mundo. Brasil es copropietario de la Planta de Itaipu con Paraguay: la presa está ubicada en el Río Paraná, ubicado en la frontera entre países. Tiene una capacidad de generación instalada de 14 GW para 20 unidades generadoras de 700 MW cada uno. Región Norte tiene grandes centrales hidroeléctricas, como Represa de Belo Monte y Represa de Tucuruí, que producen gran parte de la energía nacional. El potencial hidroeléctrico de Brasil aún no se ha explotado por completo, por lo que el país aún tiene la capacidad para construir varias plantas de energía renovable en su territorio.
En 2019, se estimó que el país tenía un potencial de generación estimado energía eólica de alrededor de 522 GW (esto, solo en tierra), energía suficiente para satisfacer tres veces la demanda actual del país. A julio de 2022, según ONS, la capacidad instalada total fue de 22 GW, con un factor de capacidad promedio del 58%. Si bien el factor de capacidad de producción eólica promedio mundial es del 24,7%, hay áreas en el norte de Brasil, especialmente en el estado de Bahía, donde algunos parques eólicos registran un factor de capacidad promedio superior al 60%; el factor de capacidad promedio en la Región Nordeste es de 45% en la costa y 49% en el interior. En 2019, la energía eólica representó el 9% de la energía generada en el país. En 2020 Brasil fue el octavo país del mundo en términos de potencia eólica instalada (17,2 GW).
La energía nuclear representa alrededor del 4% de la electricidad de Brasil. El monopolio de la generación de energía nuclear es propiedad de Eletronuclear (Eletrobrás Eletronuclear S / A), una subsidiaria de propiedad total de Eletrobrás. La energía nuclear es producida por dos reactores en Angra. Está ubicado en la Central Nuclear Almirante Álvaro Alberto (CNAAA) en la Praia de Itaorna en Angra dos Reis, Río de Janeiro. Consta de dos reactores de agua a presión, Angra I, con una capacidad de 657 MW, conectado a la red eléctrica en 1982, y Angra II, con una capacidad de 1.350 MW, conectado en 2000. Un tercer reactor, Angra III, con un se espera que sea de 1.350 MW, debería estar terminado.
A agosto de 2022, según ONS, la capacidad instalada total de energía solar fotovoltaica era de 17 GW, con un factor de capacidad promedio del 23%. Algunos de los estados brasileños más irradiados son MG (Minas Gerais), BA (Bahía) y GO (Goiás), que en realidad tienen récords mundiales de irradiación. En 2019, la energía solar representó el 1,27% de la energía generada en el país. En 2020, Brasil fue el decimocuarto país del mundo en términos de energía solar instalada (7,8 GW).
En 2020, Brasil fue el segundo país más grande del mundo en la producción de energía a través de biomasa (producción de energía a partir de biocombustibles sólidos y residuos renovables), con 15,2 GW instalados.

## Sector financiero
La región tiene acceso a créditos menor en comparación con otras regiones (30 %), sin embargo, tiene un sistema financiero estable, con bancos relativamente pequeños, pero bien saneados.
Varios organismos multilaterales invirtieron cerca de $90 000 millones entre los 2009 y 2010 en la región. El Banco Mundial invirtió $35 600 millones; el BID, $29 500 millones; la Corporación Andina de Fomento, $20 000 millones, el Banco Centroamericano de Integración Económica, $4 200 millones; y el Banco de Desarrollo del Caribe, $500 millones. Los organismos multilaterales financian proyectos de infraestructura, programas sociales y créditos comerciales, además de apuntalar la liquidez de los bancos, entre otros usos.
Entre 1997 y 2000, América Latina y el Caribe transfirieron a título de pago de la deuda externa 583.000 millones de dólares, más 192.000 millones de intereses. Sin embargo la deuda sigue aumentando.

## Integración económica

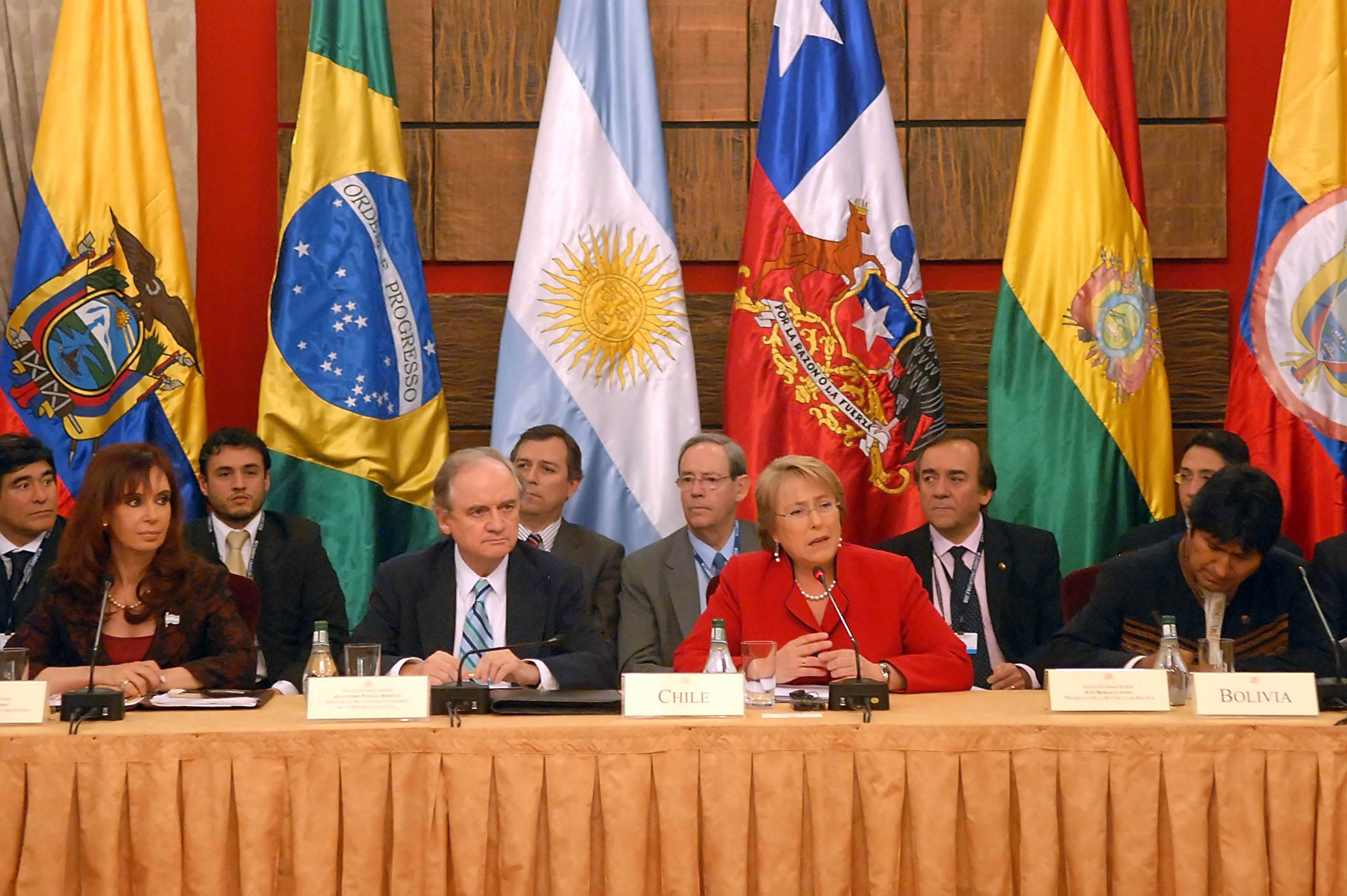
Cumbre de la UNASUR en 2008.

El mayor acuerdo o bloque comercial de la región es el UNASUR, conformado por el Mercosur y el CAN, se intenta la integración económica a nivel continental a través de la Aladi y el SELA. México forma parte del TLCAN con los Estados Unidos y Canadá. Por su parte, Costa Rica, El Salvador, Guatemala, Honduras, Nicaragua y República Dominicana tienen vigente un tratado de libre comercio con los Estados Unidos (DR-CAFTA), y otros tratados con Canadá y México a través del CARICOM. Bolivia, Cuba, Nicaragua y Venezuela tienen su propio bloque, llamado Alternativa Bolivariana para América Latina y el Caribe.
En América del Sur existe un bloque predominante, el Mercosur, integrado por Argentina, Brasil, Paraguay, Uruguay, y Venezuela; con Bolivia, Chile, Colombia Guyana y Perú como miembros asociados. En el sur del continente, Bolivia, Colombia, Ecuador y Perú conforman la Comunidad Andina de Naciones, de la que los países vecinos son miembros asociados. Chile, Colombia, México y Perú conformaron la Alianza del Pacífico.
Fuera del ámbito continental, Argentina, Brasil y México son los únicos países de la región que forman parte del Grupo de los 20 (países industrializados y emergentes); mientras que Chile, México y Perú forman parte de la APEC (Foro de Cooperación Económica Asia-Pacífico). Finalmente, Chile, México y Colombia forman parte de la OCDE.

## Inversión en Latinoamérica
La recepción de inversión extranjera directa (IED) en Latinoamérica marcó una tendencia al alza sobre todo a partir del año 2000. En 2012 la IED entrante según el organismo económico CEPAL fue de 173,361 Millones de dólares Archivado el 19 de octubre de 2013 en Wayback Machine., un verdadero récord, considerando que la inversión extranjera directa entrante entre el año 2000 y el 2006 sumaron tan solo 68,183 Millones de dólares.
Durante el año 2013 los flujos de inversión extranjera directa mostraron incrementos en Venezuela (44 %), Perú (27 %), El Salvador (27 %), Panamá (19 %), Costa Rica (15 %), Uruguay (8 %) y Colombia (5 %). En tanto las inversiones extranjeras disminuyeron 26 % en Chile, en comparación con el mismo período de 2012. Las corrientes también cayeron en Guatemala, Argentina y República Dominicana.
Estas inversiones inciden de manera significativa en la consolidación o diversificación de los perfiles productivos, en particular porque la IED tiene una gran incidencia sobre las economías receptoras, medida de manera aproximada como la relación entre la IEDy el PIB.
El creciente peso relativo de la reinversión de utilidades que ascendió al 42 % de los flujos totales de IED en el promedio de los últimos cinco años posiblemente refuerce la tendencia a consolidar perfiles sectoriales. En efecto, en 2012 nuevamente se registró un incremento en el peso relativo de este componente de la IED.
Los Estados Unidos y los países de la Unión Europea son los principales inversores en América Latina. Sin embargo, en 2012 se incrementó notablemente la importancia de las inversiones realizadas por empresas de países latinoamericanos, que originaron el 14 % del total de la IED captada por la región,  En 2012 las empresas trans-nacionales de los Estados Unidos incrementaron su participación en los flujos de IED hacia la región, mientras
que las inversiones de firmas de España, que en 2011 había sido el tercer país en orden de importancia, se redujeron sensiblemente en un contexto de desinversiones. Si bien se expandieron los flujos orientados hacia América del Sur (12 %), el Caribe (39 %) y en menor medida Centroamérica (7 %), los dirigidos hacia México disminuyeron (−35 %).
| Países     | 2007   | 2008   | 2009   | 2010   | 2011   | 2012   |
| ---------- | ------ | ------ | ------ | ------ | ------ | ------ |
| Argentina  | 6473   | 9726   | 4017   | 7848   | 9882   | 12 551 |
| Bolivia    | 366    | 513    | 423    | 643    | 859    | 1060   |
| Brasil     | 34 585 | 45 058 | 25 949 | 48 506 | 66 660 | 65 272 |
| Uruguay    | 12 572 | 15 518 | 12 887 | 15 373 | 22 931 | 30 323 |
| Chile      | 9049   | 10 596 | 7137   | 6758   | 13 438 | 15 823 |
| Colombia   | 1896   | 2078   | 1347   | 1466   | 2157   | 2265   |
| Costa Rica | 194    | 1058   | 306    | 163    | 641    | 364    |
| Ecuador    | 31 380 | 27 853 | 16 561 | 21 372 | 21 504 | 12 659 |
| México     | 202    | 209    | 95     | 228    | 215    | 273    |
| Perú       | 1777   | 2402   | 1259   | 2363   | 2755   | 3020   |
| Paraguay   | 5491   | 6924   | 6431   | 8455   | 8233   | 12 240 |
| Panamá     | 1329   | 2106   | 1529   | 2289   | 2505   | 2710   |
| Venezuela  | 1505   | 1741   | −2169  | 1849   | 3778   | 3216   |

La siguiente tabla contempla el total del Stock acumulado en IED por países receptores.
- NOTA: Estos valores excluyen las inversiones realizadas mediante compra de acciones[148]

| N.° | País       | Stock de IED    | Año        |
| --- | ---------- | --------------- | ---------- |
| 1   | Brasil     | 663 300 000 000 | 31/12/2013 |
| 2   | México     | 435 300 000 000 | 31/12/2013 |
| 3   | Uruguay    | 214 800 000 000 | 31/12/2013 |
| 4   | Chile      | 128 100 000 000 | 31/12/2013 |
| 5   | Colombia   | 115 900 000 000 | 31/12/2013 |
| 6   | Argentina  | 76 570 000 000  | 31/12/2013 |
| 7   | Perú       | 49 900 000 000  | 31/12/2013 |
| 8   | Costa Rica | 21 700 000 000  | 31/12/2013 |
| 9   | Ecuador    | 20 690 000 000  | 31/12/2013 |
| 10  | Ecuador    | 17 890 000 000  | 31/12/2013 |
| 11  | Bolivia    | 8 810 000 000   | 31/12/2013 |
| 12  | Venezuela  | 4 526 000       | 31/12/2013 |

### Inversión de países latinoamericanos al exterior
Brasil, México y Chile lideran las inversiones hacia el exterior mediante las empresas multinacionales latinas, en este aspecto México es el líder de exportaciones de capitales el 2012 sumando 25.597 millones de dólares, seguido por Chile con 21.090.
La inversión directa de las economías de América Latina y el Caribe en el exterior creció un 17 % en 2012 hasta alcanzar los 48.704 millones de dólares, lo que representa un máximo histórico. Los flujos de IED desde la región se han mantenido en niveles altos durante los tres últimos años. Estas inversiones provinieron principalmente del Brasil, Chile y México, si bien en 2012 se concentraron casi exclusivamente en México y Chile. Las empresas trans-latinas se han beneficiado durante estos tres últimos años de un buen nivel de crecimiento económico y de la confianza de los inversores en la región, lo que ha favorecido su acceso al crédito.
En 2012, en un contexto de contracción de la IED mundial, las empresas trans-latinas se expandieron, en algunos casos, a partir de oportunidades de negocios generadas por el repliegue de firmas europeas. En efecto, siete de las diez mayores adquisiciones realizadas por las trans-latinas en 2012 correspondieron a compra de activos a empresas europeas. América Móvil fue la principal protagonista de este proceso al expandir sus actividades hacia Europa. Las empresas chilenas invirtieron 21.090 millones de dólares en el extranjero en 2012, lo que representó un nuevo récord, y concentraron su expansión en América del Sur, principalmente en el comercio minorista, la industria forestal y el transporte. Por su parte, las empresas brasileñas continuaron su expansión en el exterior y realizaron 7 de las 20 mayores adquisiciones efectuadas por trans-latinas en 2012. Más allá de los flujos anuales de IED, es preciso recordar que el Brasil tiene el mayor nivel de IED acumulada fuera de América Latina, que asciende a más de 200.000 millones de dólares.
Con respecto a inversión directa en el extranjero México redujo 71 % en la primera mitad de 2013, mientras que Brasil mostró un descenso de 77 % ya que se acentuó la tendencia de las empresas brasileñas de endeudarse con sus filiales en el extranjero. En Chile la inversión hacia el exterior registró una caída que, al igual que en el caso de las entradas de IED, se concentró en el mes de abril. siendo las empresas de México y Chile las principales.
México fue el país de la región que más invirtió en el exterior en 2012. Sus inversiones llegaron a los 25.597 millones de dólares. América Móvil, la mayor de las empresas trans-latinas mexicanas, fue la principal responsable de este incremento, pero no la única. Había centrado su expansión internacional en América Latina, en 2012 decidió diversificarse hacia Europa y adquirió participaciones relevantes de operadores de telefonía de Austria y los Países Bajos, por un total de 4.483 millones de dólares.
Las empresas chilenas invirtieron 21.090 millones de dólares en el extranjero en 2012, lo que representa un nuevo récord y es más del doble de lo que invertían hace dos años. Las empresas chilenas han concentrado su expansión en otros países de América del Sur, Cencosud ha consolidado su liderazgo, con nuevas adquisiciones en la Argentina, el Brasil y Colombia. Las empresas chilenas se han beneficiado de varios años de buen crecimiento económico en el mercado nacional y en los principales mercados extranjeros donde operan (principalmente la Argentina, el Brasil, Colombia y el Perú).
Los flujos de IED al exterior desde el [Brasil] han sido negativos por segundo año consecutivo, por un valor de 2.821 millones de dólares. Esto es resultado de la estrategia de financiamiento de las trans-latinas brasileñas, que remiten préstamos desde sus filiales en el extranjero a sus casas matrices para evitar los mayores tipos de interés vigentes en el Brasil. Por esta razón, el componente de préstamos entre compañías de la inversión brasileña en el exterior ha permanecido en valores negativos desde 2009, llegando a los 20.562 millones de dólares en 2011. En 2012 el balance negativo en los préstamos entre compañías se redujo a 10.377 millones, pero en ese año también retrocedió notablemente el componente de capital, que fue de 7.555 millones de dólares, un 61 % menos que en 2011. Esto indica que las empresas brasileñas han invertido menos en el exterior que en los años precedentes y que, en algunos casos, también han aumentado la venta de activos en el exterior (desinversiones).
| Países    | 2007 | 2008   | 2009   | 2010   | 2011   | 2012   |
| --------- | ---- | ------ | ------ | ------ | ------ | ------ |
| Argentina | 1504 | 1391   | 712    | 965    | 1488   | 1089   |
| Bolivia   | 3    | 4      | 5      | −3     | −29    | 30     |
| Brasil    | 7067 | 20 457 | −10084 | 11 588 | −1029  | −2821  |
| Chile     | 4852 | 9151   | 7233   | 9461   | 20 373 | 21 090 |
| Colombia  | 913  | 2486   | 3348   | 6842   | 8280   | −248   |
| Ecuador   | -    | -      | -      | -      | -      | -      |
| México    | 8256 | 1157   | 7664   | 15 045 | 12 139 | 25 597 |
| Paraguay  | 7    | 7      | 8      | 8      | 7      | 7      |
| Perú      | 66   | 736    | 411    | 266    | 113    | −57    |
| Uruguay   | 89   | −11    | 16     | −60    | −7     | 2      |
| Venezuela | 33   | 1,15   | 1,838  | 2,671  | −1.141 | 2,46   |

Empresas de Venezuela y la Argentina también originaron IED, aunque de menor magnitud, mientras que los montos del resto de las economías de la región fueron modestos.
De hecho, la mayoría de las economías pequeñas como Bolivia, Uruguay , Paraguay, Perú más los países del Caribe, no informan datos de IED hacia el exterior o lo hacen de un modo imperfecto. Si bien existe evidencia anecdótica de inversiones extranjeras por parte de empresas de otros países como Guatemala (en el sector de la caña de azúcar) o Trinidad y Tabago (servicios financieros), los montos oficiales son todavía muy incompletos. Un caso especial es el de Panamá, país en el que algunas empresas extranjeras establecen su base para las operaciones en Centroamérica y otros países de la región, y que, por tanto, recibe y envía flujos de IED en tránsito. Panamá no presenta datos oficiales de IED en el exterior, pero el Fondo Monetario Internacional (FMI) estima que el monto de los dos últimos años asciende a 400 millones de dólares.
La siguiente tabla contempla el total del Stock acumulado en IED por países emisores.
- NOTA: Estos valores excluyen las inversiones realizadas mediante compra de acciones[148]

| N.° | País       | Stock de IED    | al Año     |
| --- | ---------- | --------------- | ---------- |
| 1   | Brasil     | 179 600 000 000 | 31/12/2013 |
| 2   | México     | 141 200 000 000 | 31/12/2013 |
| 3   | Chile      | 109 200 000 000 | 31/12/2013 |
| 4   | Argentina  | 34 210 000 000  | 31/12/2013 |
| 5   | Colombia   | 33 700 000 000  | 31/12/2013 |
| 6   | Venezuela  | 21 940 000 000  | 31/12/2013 |
| 7   | Ecuador    | 6 330 000 000   | 31/12/2013 |
| 8   | Perú       | 3 165 000 000   | 31/12/2013 |
| 9   | Costa Rica | 1 681 000 000   | 31/12/2013 |
| 10  | Bolivia    | 8 000 000       | 31/12/2013 |
| 12  | Paraguay   | 0               | 31/12/2013 |